# Kinesiska muren
För andra betydelser, se Kinesiska muren (olika betydelser).
Kinesiska muren (kinesiska: 长城, Chángchéng, 'den långa muren'; även Wan li chang cheng, 'den tiotusen li långa muren') är en serie militära försvarsmurar i norra Kina. De byggdes i omgångar under flera olika dynastier från 300-talet f.Kr. fram till första delen av 1600-talet.
De idag existerande delarna av muren har en total längd på ungefär 6000 km, vilket tillsammans med diken och naturliga barriärer skapar en 8 850 km lång försvarslinje. Totalt har Kina genom historien uppfört mer än 21 000 km försvarsmurar.
Murarna, som löper i områden i anslutning till Kinas historiskt nordliga gräns, uppfördes huvudsakligen för att skydda Kina från nordliga nomadstammar (ryttarfolk). Murarna är byggda med packad jord, sten eller tegel. Vid några tillfällen i historien har muren forcerats av anfall från norr som exempelvis 1644 när Qingdynastin erövrade Mingdynastins Kina.
Ofta tillskrivs Kinas första kejsare Qin Shi Huangdi byggandet av den kinesiska muren efter att han på 200-talet f.Kr. utökade och sammankopplade tidigare existerande murar till en lång försvarslinje. Den under 2000-talet kvarvarande muren är till allra största delen uppförda under Mingdynastin i slutet av 1500-talet; den restaurerade sträckningen nära Peking lockar stora mängder turister.
Kinesiska muren är jordens längsta byggnadsverk, världens största militära försvarsstruktur och en av världens mest besökta turistattraktioner. Sedan 1987 är kinesiska muren listad av Unesco som världsarv, och 2007 blev kinesiska muren vald som ett av världens sju nya underverk.

## Historia

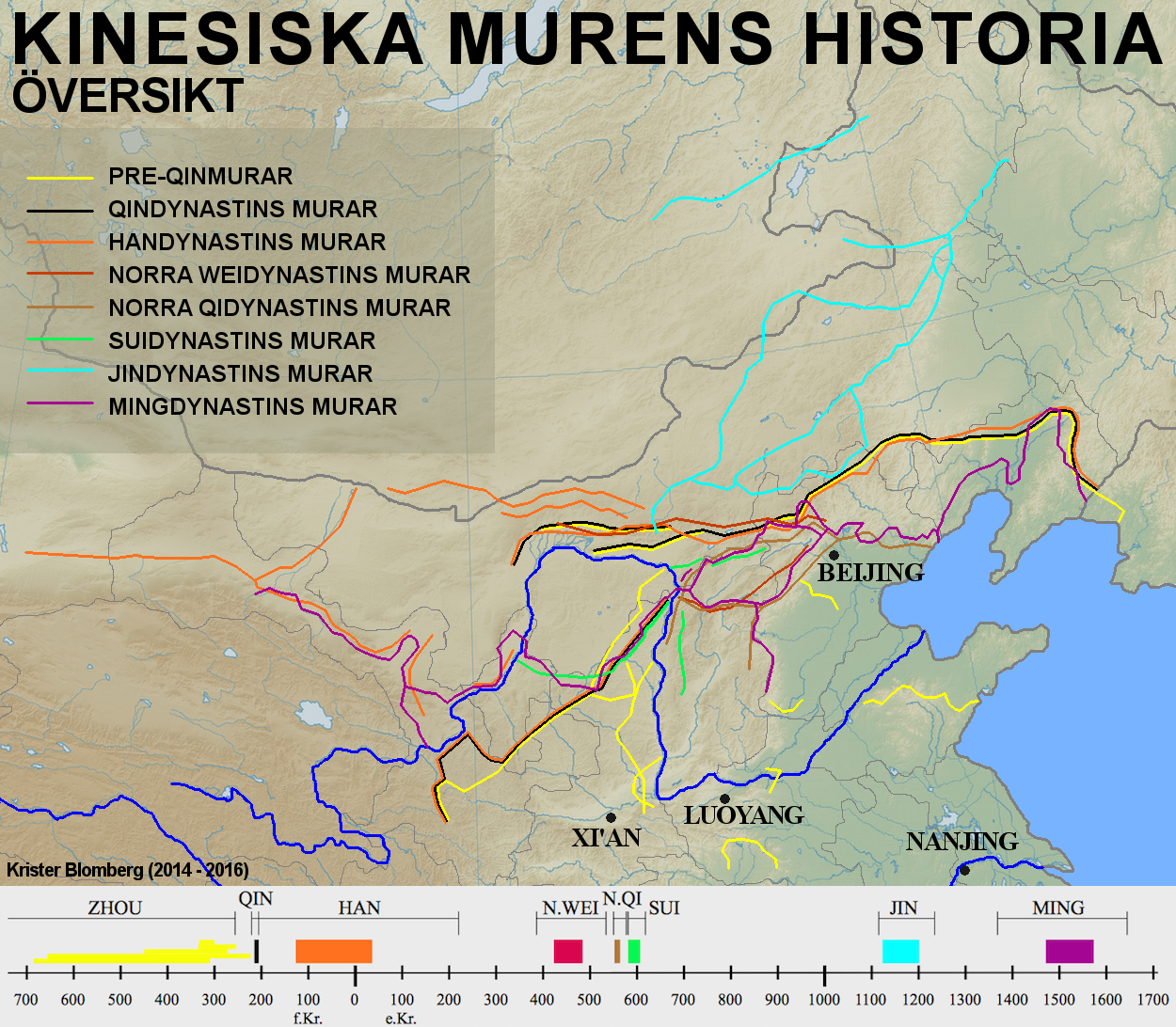
Översiktskarta och tidsaxel över de olika sektionerna av den kinesiska muren som uppförts genom historien.

Kinesiska murens historia täcker ett tidsspann på ungefär 2 000 år från slutet av 300-talet f.Kr. då feodalstaterna Qin, Yan och Zhao under Zhoudynastin började bygga nordliga försvarsmurar fram till 1600-talet då Mingdynastin uppförde de nyaste delarna av kinesiska muren. Däremellan byggdes och renoverades murar även av Qindynastin, Handynastin, Norra Weidynastin, Norra Qidynastin, Suidynastin och Jindynastin.
Ofta tillskrivs Kinas första kejsare Qin Shi Huangdi som skapare av den kinesiska muren efter att han under Qindynastin (221–206 f.Kr.) lät general Meng Tian utöka och sammankoppla tidigare existerande murar. Det byggdes även murar under Vår- och höstperioden (770–481 f.Kr.), men dessa murar kopplades aldrig samman till det som senare skulle kallas "Kinesiska muren". Den del av kinesiska muren som den största delen av alla turister besöker utanför Peking byggdes i slutet av 1560-talet under tiden för Mingdynastins kejsar Longqing under ledning av general Qi Jiguang.
Kinesiska murens syfte var huvudsakligen att skydda Kina från nordliga nomadstammar som Xiongnu, Rong, hunner, mongoler och manchuer och muren var därför vanligen placerad i gränsområdena mellan Kinas bördiga jord och det nordliga stäpplandskapet. Dock finns det även en del som tyder på att muren på vissa ställen även är byggd för att säkra ockuperat land mer än att bara försvara mot nomader. Muren kan också ha haft som delsyfte att hindra de egna invånarna från att fly från skatter och militära plikter.

### Murar före Qindynastin

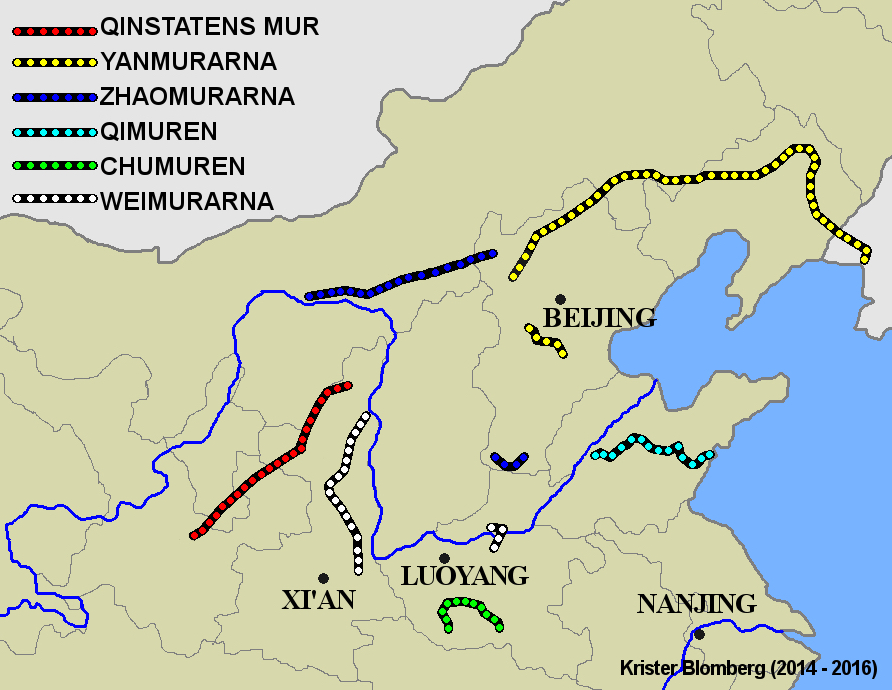
Sektioner av den kinesiska muren byggda före Qindynastin tom 221 f.Kr.

Under Östra Zhoudynastin (770–256 f.Kr.) och framförallt under dess senare del under tiden för De stridande staterna (403–221 f.Kr.) var Kina uppdelat i ett flertal mindre feodalstater som ofta låg i krig med varandra. Under denna period byggde flera av rikena längre och kortare murar. Vissa murar byggdes som försvarsmurar mellan de stridande rikena och andra byggdes som skydd mot nomader. Rikena Qin, Yan och Zhao byggde alla i slutet av 300-talet f.Kr. murar längs dess nordliga gränser som senare under Qindynastin utgjorde grunden för kinesiska muren. Även staterna Chu, Qi och Wei (och även Qin) byggde försvarsmurar tidigare under Östra Zhoudynastin som ibland tillskrivs som de äldsta delarna av kinesiska muren, men dessa murars sträckning låg innanför det territorium som 221 f.Kr. blev Qindynastin, vilket gjorde att de aldrig blev en del av det som normalt räknas som "kinesiska muren".

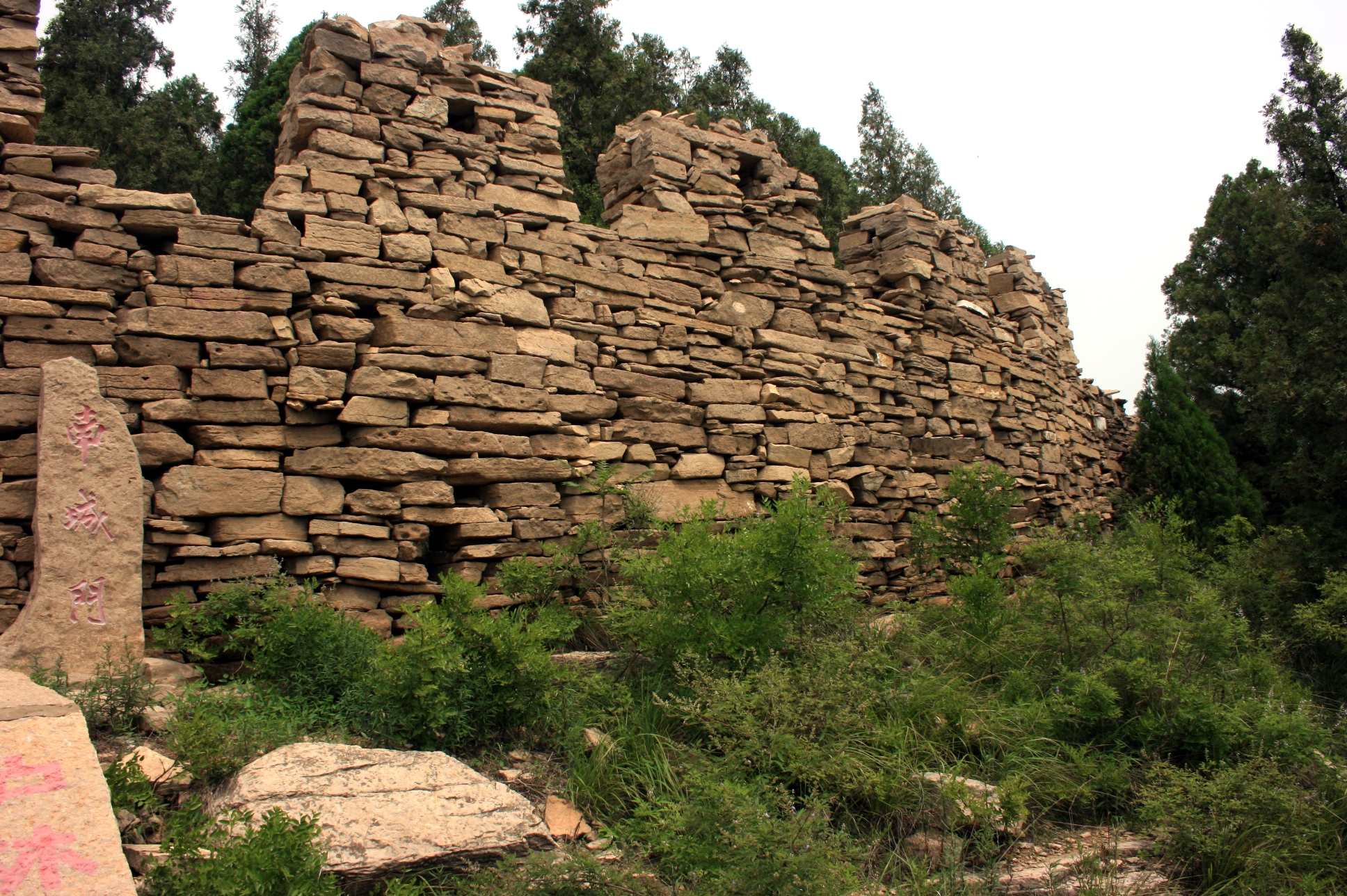
Försvarsmur byggd av riket Qi i Shandong.

Under tiden för kung Zhaoxiang (r. 306–251 f.Kr.) erövrade Qin år 272 f.Kr. det närliggande Rong-riket Yiqu (义渠) i nordväst, och Qin-rikets nya gräns var nu i direktkontakt med hunnernas territorium. För att säkra det erövrade territoriet byggde riket Qin den slingrande Yulinmuren från södra Gansu i nordostlig riktning upp till norra Shaanxi. Muren började i Jingning eller möjligen längre söder ut och fortsatte sedan upp mot Ordosplatåns östra sida till Yulin och kanske ännu längre norrut. Lämningarna efter denna mur är fragmentariska, vilket kan bero på att den möjligen aldrig var en kontinuerlig mur utan uppdelad i strategiska sektioner. Qinmurens krokiga sträckning följer terrängformationer såsom sluttningar eller bergskanter. Det har även hittats regelbundna jordhögar i anslutning till muren, tre eller fyra per kilometer från den, som sannolikt var utsiktsposter.
Riket Zhao expanderade sitt territorium under slutet 300-talet f.Kr. under styret av kung Wuling (r. 325–299 f.Kr.) till att också innefatta området norr om Gula flodens norra krök. För att befästa detta territorium byggdes år 300 f.Kr. en mur från Zhangbei i Hebei och väster ut in Inre Mongoliet norr om Ordosplatån längs Yin Shan norr om Gula floden. Muren passerar dagens Hohhot och sedan vidare förbi Baotou. Kung Wulings företrädare och far Markis Su byggde även år 333 f.Kr. ca 100 km försvarsmur i anslutning till Taihangbergen i södra delen av Hebei som skydd mot Qi och Qin. Inga arkeologiska spår har hittats från denna mur, och den blev aldrig del i den senare kinesiska muren.
Runt år 300 f.Kr. eller så sent som 290 f.Kr., under tiden för kung Zhao (r. 311–279 f.Kr.), byggde staten Yan en öst-västlig mur längs bergskedjan Yan för att hålla tillbaka nomaderna. Muren börjar i västra Hebeiprovinsen kring Zhangjiakou eller Huailai och passerar ca 150 km nordväst om Peking och fortsätter upp en bit i Inre Mongoliet förbi Chifeng fortsatt in i Liaoningprovinsen förbi Liaodong för att avsluta mot dagens Nordkorea. Muren består delvis av parallella murar med ca 50 km mellanrum. Även Yan byggde en södra mur vid Taihangbergen som skydd mot Qin, men likt Zhaos södra mur blev inte heller denna en del av kinesiska muren.

### Qindynastins mur

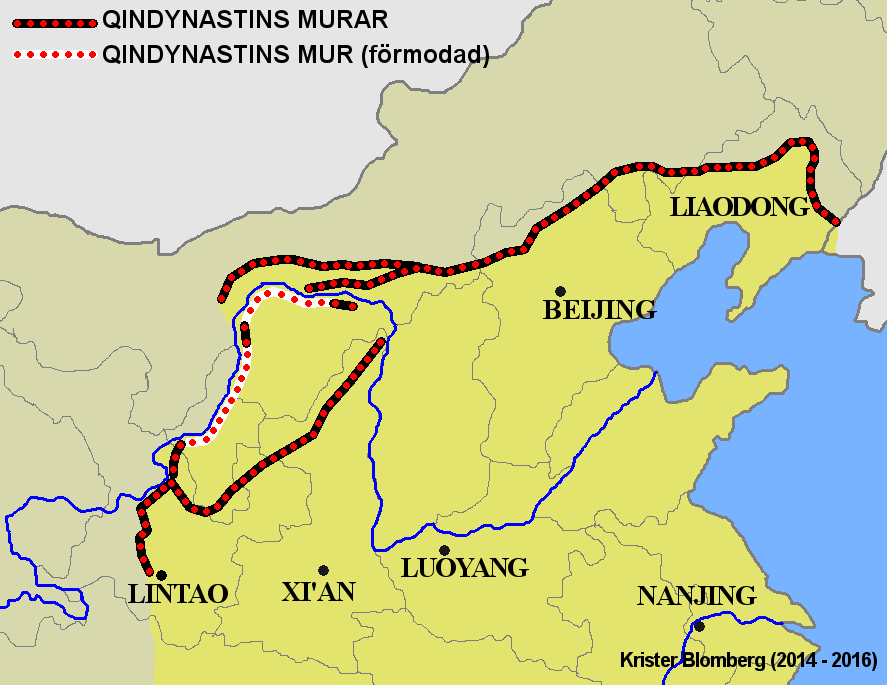
Qindynastins mur som byggdes 215 till 206 f.Kr. som brukar anses vara grunden till den kinesiska muren.

Under Qindynastin (221–206 f.Kr.) skapades den mur som i populärhistoria tillskrivs ursprunget till den kinesiska muren. Det är också Qindynastins mur som beskrivs i kinesiska murens alternativa namn: "Den 10 000 li långa muren" (万里长城).
221 f.Kr. hade staten Qin vunnit det inbördeskrig som varat i ett kvarts millennium under tiden för De stridande staterna och enat Kina till ett rike. Qinrikets kung Ying Zheng, utropade sig till kejsare över Qindynastin och tog sig namnet Qin Shi Huangdi. Kejsaren startade flera stora byggnadsprojekt varav uppförandet av kinesiska muren var ett.
General Meng Tian beordrades 215 f.Kr. att driva bort Hunnerna från landet söder om Gula floden (Ordos) vilka var ett ständigt återkommande problem för Qindynastin. Under detta fälttåg som pågick till 209 f.Kr. ledde även Meng Tian uppförandet av Qindynastins nya mur. Försvarsmurarna mellan de tidigare stridande staterna monterades även till stor del ner. Den nya muren sträckte sig enligt historikern Sima Qian från Lintao (i södra Gansuprovinsen) till Liaodong (området kring halvön i Liaoningprovinsen).
Basen för Qindynastins mur var de existerande murarna från Qin, Zhao och Yan som renoverades, förlängdes och kopplades samman. Muren bestod huvudsakligen av tre delar; Den första delen som byggdes helt ny gick förmodligen utmed västra delen av Gula floden upp mot dess nordvästra krök i Inre Mongoliet, och sedan följde insidan av Gula floden öster ut. Sima Qian berättar i sina texter att "44 län sattes upp längs floden för att floden skulle användas som försvar". I Inre Mongoliet vid Gula flodens östra strand nära Wuhai och vid flodens södra strand vid Dalad har två vardera 30 km långa mursektioner hittats som är daterade till Qindynastin. Vid Wuhan har även lämningar efter signaltorn och befästningar funnits. Även söder om Zhongwei i Ningxia och söder ut mot Jingyuan in i Gansu har 10 km mur från Qindynastin hittats. Detta är sannolikt de försvarsmurar som beskrivs i Sima Qians text som förmodas ha följt Gula flodens insida.
Den andra sektionen byggdes i öst-västlig riktning i Inre Mongoliet i området norr om Gula floden i Mellersta Urat och öster ut förbi norr om Hohhot för att sedan ansluta mot den befintliga norra muren från riket Zhao. Den tredje och östliga delen följde den tidigare Yan-muren eventuellt in i dagens Nordkorea. Den tidigare muren som Qin-riket byggde förstärktes och förlängdes norrut upp mot Gula flodens nordöstra krök och söder ut förbi Lanzhou och vidare till Lintao.

### Handynastins mur

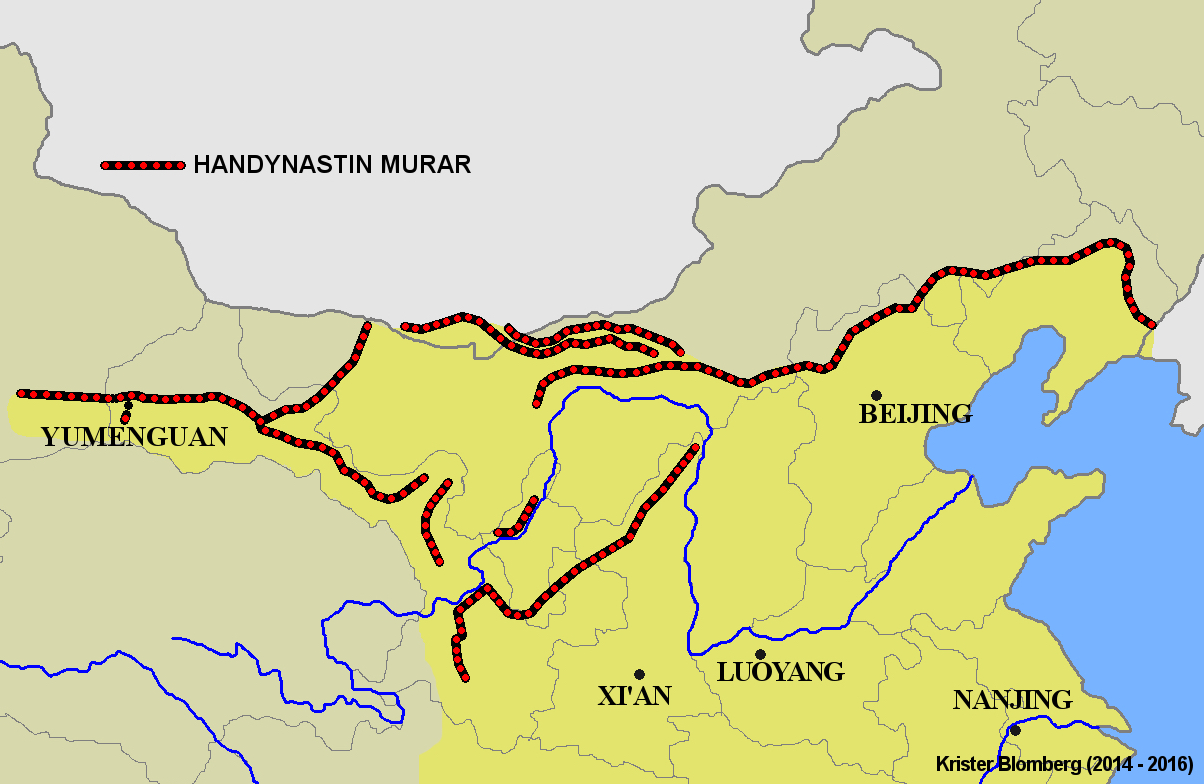
Ungefärlig dragning av Handynastins mur som byggdes ca 206 f.Kr. till 39 e.Kr.

Handynastins mur, även kallad QinHanmuren, är en förlängning och renovering av den tidigare Qindynastins mur och var över 8 000 km lång och kanske upp till 10 000 km, vilket gör Handynastins mur till den längsta av Kinas alla murar genom historien.
Under inbördeskriget efter Qindynastins fall 206 f.Kr. påbörjade Liu Bang renoveringen av den tidigare Qinmuren kring Gula floden för att skydda Kina mot de nu enade och starka nomaderna Xiongnu. Detta var innan Liu Bang år 202 f.Kr. skapat Handynastin (206 f.Kr.–220) och utropat sig som kejsar Gaozu. Efter ett tungt militärt nederlag mot Xiongnu år 200 f.Kr. tvingades Handynastin gå med på en för Handynastin förnedrande diplomatisk lösning om fred och handel med Xiongnu och murbyggnationen stannade upp.
141 f.Kr. tog kejsar Wudi ("krigskejsaren") makten i Kina som nu var starkt efter 60 år utan större stridigheter och kejsar Wudi startade krig med Xiongnu. 127 f.Kr. var området söder om Gula floden återerövrat och en storskalig återställning av den tidigare muren gjordes. Sannolikt var det mer än bara en stor renovering, utan det byggdes även nya murar som ersatte den tidigare. Längs med nordgränsen i Hebei och Inre Mongoliet har det hittats murar från kejsar Wudis tid som sannolikt i alla fall delvis ersatte den tidigare Qindynastins mur. Längs den nordliga muren norr om Gula floden byggdes torn och även städer som var högkvarter för försvarsgarnisonerna. Norr om tidigare Qindynastins norra mur byggdes 102 f.Kr. två parallella murar i Inre Mongoliet som löper från området norr om Hohhot väster ut in i dagens Mongoliet.

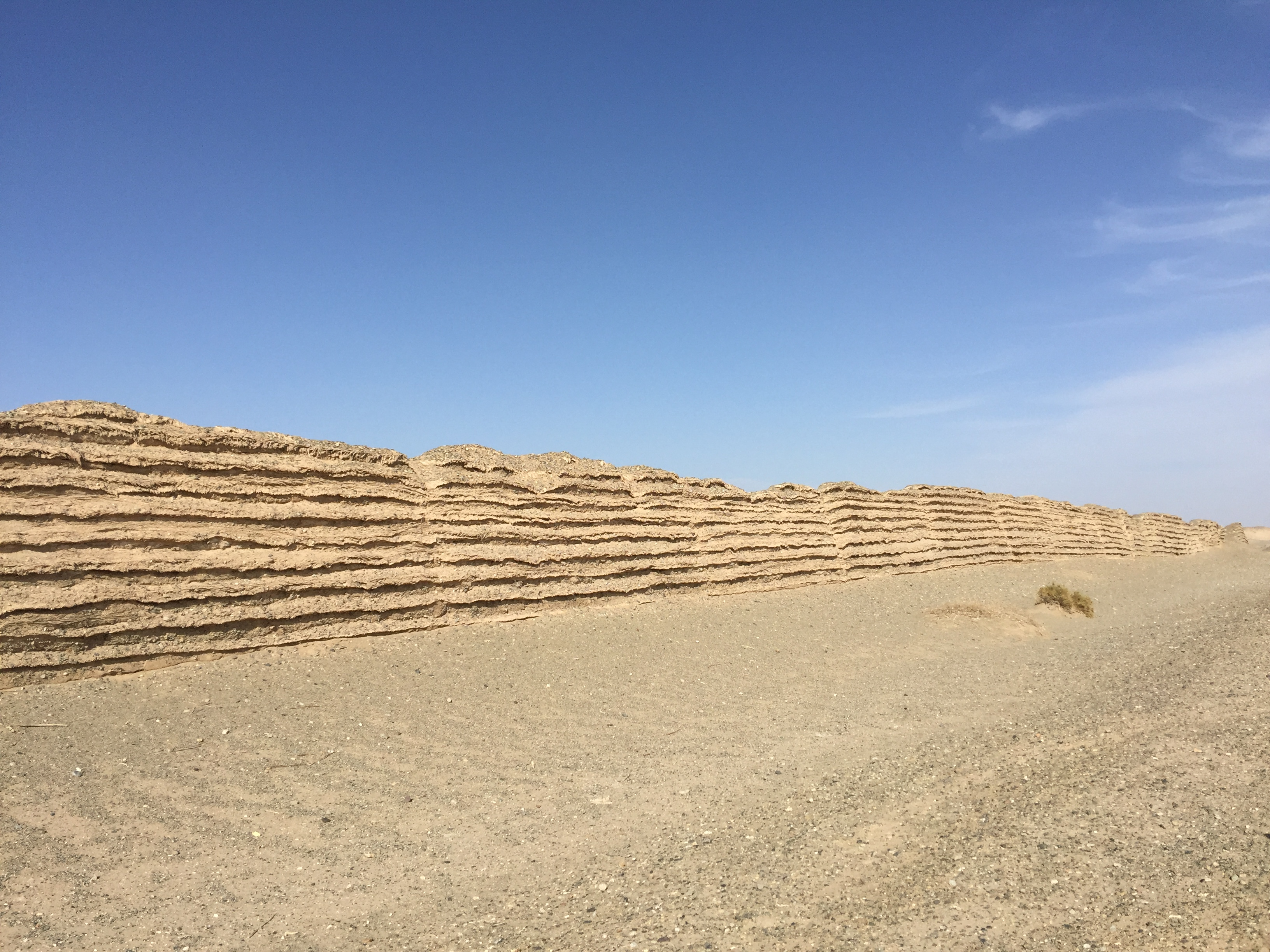
Kinesiska muren från Handynastin i Gansu som är byggd av packad jord armerad med vass.

Kejsar Wudi hade farhågor att Xiongnu skulle alliera sig med Qiangstammarna som levde i dagens Tibet, och expanderade därför muren väster ut. En annan anledning till murens expansion västerut var att skydda den nya handelsvägen som senare skulle bli känd under namnet Sidenvägen. Efter slaget om Hexikorridoren år 121 f.Kr. var Hexikorridoren i Gansuprovinsen säkrad och en period av 20 år murbyggnations startade. Först byggdes en mur i Gansu från Yongdeng till Jiuquan. Tio år senare förlängdes muren längs Shulefloden upp till Yumenguan och Yangguan utanför Dunhuang som var den kinesiska civilisationens sista utpost mot väster. År 104 till 101 f.Kr. förlängdes muren ytterligare till Lop Nor (罗布泊) vilket normalt räknats som den västligaste punkt den kinesiska muren nått. 102 f.Kr. byggdes med start nordost om Jiuquan i Gansu och vidare längs floden Ruo Shui upp i Inre Mongoliet mot Mongoliet en lång serie med militära strukturer som torn, vårdkasetorn befästningar och murar. Dock tveksamt om dessa murar är att räkna som en del av kinesiska muren. Totalt förlängde kejsar Wudi muren 1 000 km västerut under dessa 20 år.
Efter Wang Mangs interregnum flyttade Handynastin sin huvudstad till Luoyang. För att stärka försvaret av den nya huvudstaden lät kejsar Guangwudi general Ma Cheng år 38 e.Kr. bygga och förstärka försvarsmurar längs Taihangbergen. Det finns inte säkra uppgifter om dessa murars exakta dragning.

### Murar byggda under Norra Wei, Norra Qi, Sui och Jin

#### Norra Weidynastins mur

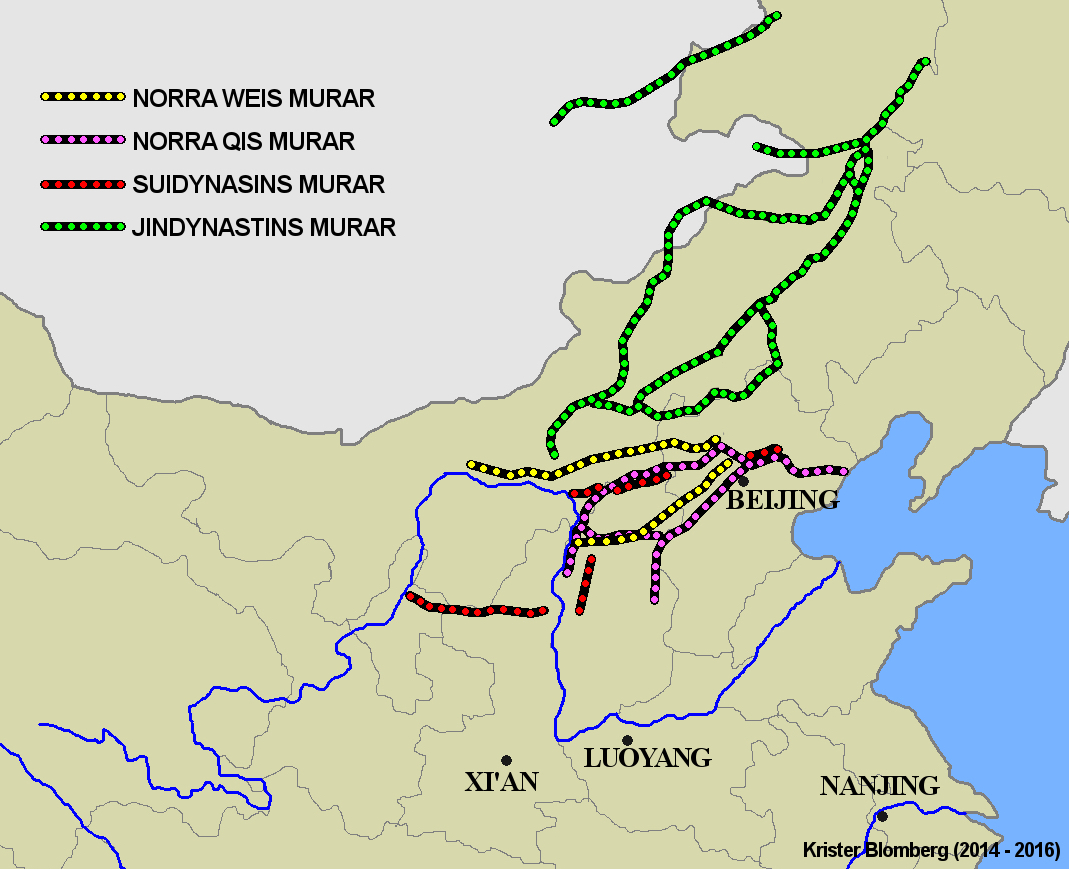
Ungefärlig dragning av kinesiska muren byggd under Norra Wei, Norra Qi, Sui och Jindynastin år 423 till 1201

Norra Weidynastins (386–534) mur byggdes ironiskt nog av ett nordligt nomadfolk, för att skydda sig mot ett annat nomadfolk. Efter att den långa Handynastin föll var det många mindre riken och dynastier som kom och gick, och en av de mer stabila var Norra Weidynastin som skapades i norra Kina av nomadfolket Xianbei.
Med start år 423 byggdes en ca 1 000 km lång mur från området norr om Gula flodens norra krök i Inre Mongoliet och öster ut som skydd mor eurasiska nomader och khitaner från norr. Denna murs sträckning följde ungefär den ursprungliga Zhaomuren. Muren började i Baotou eller så långt väster ut som Wuyuan. I öster gick den mot Xinghe och fortsatte eventuellt vidare till Chicheng i Hebei. Mellan år 446 till 448 byggdes den inre muren söder om Norra Weis huvudstad Pingcheng (dagens Datong) från Gula flodens östra strand vid Baode, söder om Pingcheng, och sedan nordost mot Badaling nordväst om Peking för att ringa in och skydda huvudstaden. Den inre muren var byggd av packad jord och var lägre och tunnare än den norra yttre muren.

#### Norra Qidynastins mur
Efter att Norra Weidynastin fallit hade Norra Qidynastin (550–577) tagit makten över de östra regionerna av Norra Weidynastins tidigare territorium.
Norra Qidynastins murbyggande började år 552 med att bygga en försvarsmur längs nordvästra gränsen i Shanxiprovinsen som ett skydd mot Västra Weidynastin, och senare även som skydd mot Norra Zhoudynastin. För att även skydda sig mot nordliga nomader som vid den här tiden var turkar byggdes en mur längs nordgränsen. År 555 var 1 800 000 personer aktiva i murbygget, och 450 km mur byggdes från Juyongpasset norr om Peking västerut förbi Datong och nådde 556 Gula flodens östra strand. Denna mur var en mix av byggnadstekniker. Ibland jord eller sten från platsen eller uthuggningar i bergen och ibland försvarstorn och posteringar kombinerade med naturliga barriärer. Året efter förlängdes muren till Shanhaiguan vid Bohaibukten och en inre mur byggdes i Shanxi från Pianguan och förbi Yanmenguan I ytterligare 5 år fortsatte dynastin att expandera muren och avslutade år 563/564 med att bygga en mur längs Taihangberget mellan Shanxi och Hebei.. De följande året reparerades och lappades de befintliga murarna och totalt färdigställdes 1 500 km mur under Norra Qidynastin. Stor del av ruinerna av Norra Qidynastins murar användes ungefär 1 000 år senare som grund till Mingdynastins mur.

#### Suidynastins mur
Direkt när kejsar Wen år 581 enade Kina och skapade Suidynastin (581–618) började byggnationen av försvarsmurar. Till skydd mot turkarna byggdes på bara 20 dagar en mur i nordvästra Shanxiprovinsen. Dock bröt turkarna snabbt genom denna gräns och Suidynastin satte igång att bygga långa murar och stationera tiotusentals soldater vid gränsen. Man renoverade även samma år de östra delarna av murarna som byggdes av Norra Qi och Norra Wei från Xing i Shanxi hela vägen förbi Peking.
Vid tre olika tillfällen byggdes senare murar i Ordosregionen. (Ningxia, Shaanxi och Inre Mongoliet). År 585 byggdes 350 km mur av 30 000 man mellan Lingwu till Suide ganska nära där den senare Mingmuren skulle passera. Under år 586 och 587 gjordes ytterligare renovering och utbyggnad av muren och ett flertal fort byggdes längs muren i Shaanxi.
År 607 sände efterföljande kejsar Yang 1 000 000 man att bygga en mur med start från Gula flodens nordöstra krök i Shaanxi och fortsatte öster ut till Youyu. Året efter sändes ytterligare 200 000 man för att fortsätta att bygga murar i samma område. Denna mur löpte ungefär parallellt med den nuvarande gränsen mellan Shanxi och Inre Mongoliet och skyddade landet norr om den nya huvudstaden Luoyang. Kejsar Yang gjorde även samma år murbyggnationer i Qinghaiprovinsen och bortom de norra gränserna.

#### Jindynastins mur
Jindynastin (1115–1234) byggde "murar", men framförallt diken/vallgravar och vallar, som skydd mot mongolerna. Dessa försvarslinjer, som ibland missvisande benämnas murar, brukade kallas "gränsdiken". Till stor del byggdes dessa gränsdiken i Inre Mongoliet, vilket var mycket längre norrut jämfört med andra generationer av kinesiska muren. Försvarslinjerna gick i flera parallella barriärer och började i nordöst från berget Stora Hinggan och löpte mot sydväst genom Gobiöknen mot Gula flodens norra krök. De sydligaste barriärerna passerade ca 250 km norr om Peking.
Normalt var dikena ca 6–8 m breda, men kunde även vara upp till 20 m breda för att hindra ryttare och fotfolk att passera. Schaktmassorna från dikena användes för att bygga anslutande vallar. På vissa ställen längs försvarslinjerna byggdes vårdkasetorn och skytteplattformar. Försvarslinjerna började uppföras under kejsar Xizong (r. 1135–1148) och utbyggnader och förstärkningar pågick under resten av 1100-talet. 1198 var så mycket som 750 000 man aktiva i arbetet. Totalt grävdes mer än 3 300 km gränsdiken.
Det var Jindynastins gränsdiken som Djingis Khan rundade och forcerade på sin väg mot Peking inför slaget om Zhongdu 1215. Det var också kvarlevorna efter dessa försvarslinjer som existerade när Marco Polo anlände till Kina 1275.
Jindynastin uppförde utöver de långa gränsdikena även två murar i östra Manchuriet; En relativt kortare mur (ca 100 km) byggdes i Yanbian i Jilin nära gränsen mellan Kina, Nordkorea och Ryssland, och en annan mur, också ca 100 km lång, uppfördes vid Mudanfloden i Heilongjiang.

### Mingdynastins mur

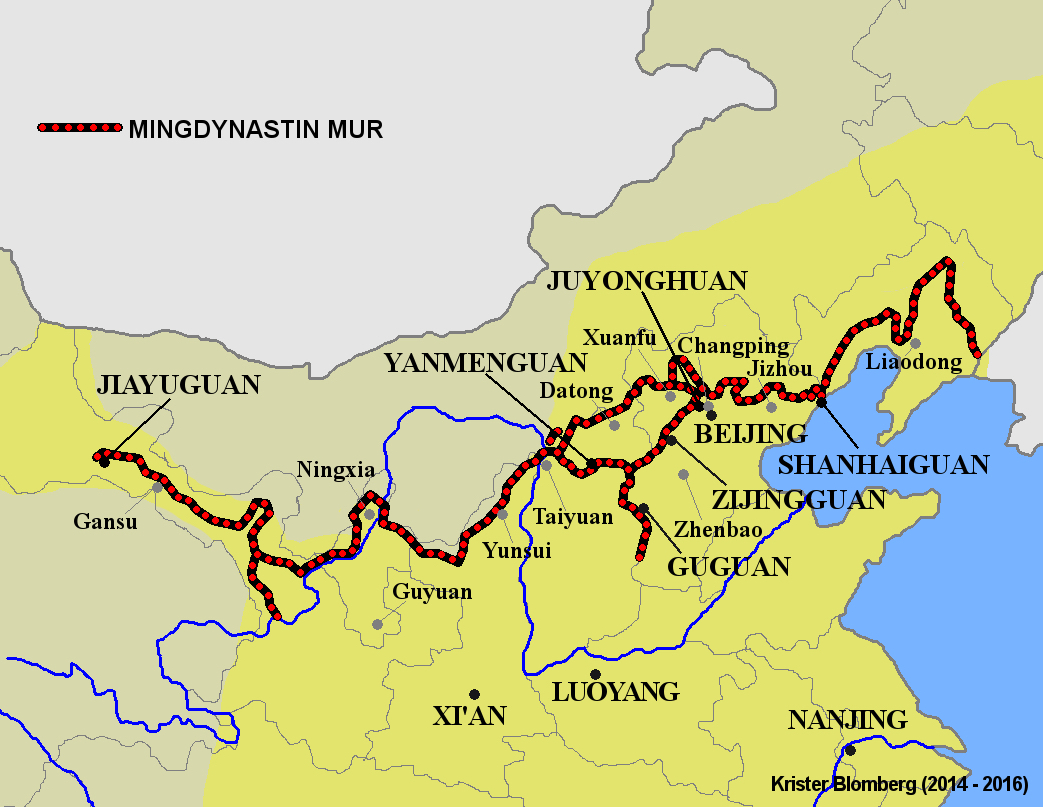
Karta över den kinesiska muren från Mingdynastin. De gråa punkterna markerar högkvarteren för försvarsgarnisonerna.

Direkt efter att mongolerna var utkörda från Kina 1368 och Mingdynastin (1368–1644) var etablerad påbörjades renovering av en del av de tidigare dynastiernas murar. Nio garnisoner skapades för att försvara hela den norra gränsen, och befästningar byggdes såsom Jiayupasset i Gansu och Juyongpasset precis norr om Peking. Inledningsvis renoverades de befintliga murarna från Norra Qi och Norra Wei och kompletterades med portar och vårdkasetorn. Segment av murar började byggas för att koppla ihop de olika befästningarna.
Under tiden för kejsar Yongle (r. 1402–1424) påbörjades uppförandet av en mur längst öster ut i dynastins territorium vid Liaodong för att skydda området öster om i Liaofloden. Muren byggdes i flera steg och färdigställdes 1479.
Muren i området nordväst om Peking mellan Xuanhua och den viktiga militärstaden Datong började byggas 1399 och förstärktes sedan 1413 och även 1484. Då inte minst på grund av de kinesiska förlusterna vid Tumukrisen 1449. Även parallella murar byggdes. Murarna i dessa områden var till stor del av packad jord kompletterad med diken. På grund av det stigande hotet från den mongoliska ledaren Altan Khan, som skapat ett högkvarter i Hohhot strax norr om Gula flodens norra krök, fortsatte Mingdynastin att bygga murar på 1540-talet norr om Datong och Xuanhua. Denna mur var i dubbel barriär och sträckte sig från Gula flodens nordöstra krök i en båge över Datong för att sedan mötas nära Juyongpasset norr om Peking. Även dessa murar var vid denna tid huvudsakligen jordfästningar.
År 1550 lyckades Altan Khan rida runt murens östra ändpunkt och plundrade och brände Pekings förstäder. För att täppa till denna lucka i huvudstadens försvar byggdes med start 1551 en kontinuerlig mur från Juyongpasset till Shanhaipasset. Sträckningen kring Peking byggdes delvis på basen av tidigare muren från Norra Qi. Denna mur renoverades, expanderades och kompletterades med många vakttorn 1567–1572 under ledning av general Qi Jiguang. Det var under denna tid som muren i Pekings närhet fick det karakteristiska teglade utseendet med torn och skottgluggar som den kinesiska muren är känd för.
Efter att Mingdynastins armé i början på 1470-talet lyckats driva bort mongolerna från Ordosplatån byggdes Yulinmuren som sträckte sig över 900 km tvärs över det landområde som omsluts av Gula floden söder om Ordos. Denna mur som började vid Shenmu i Shaanxi och passerade Yanchi i Ningxia och färdigställdes 1474 var i form av en barriär av jord som längs vissa sträckor kombinerades med djupa diken.
Den allra västligaste del av Mingdynastins mur i Gansu slutar 8 norr om Jiayupasset. Den västligaste delen färdigställdes på 1530-talet. Muren i Gansu förlängdes 1573 mot sydost och kopplades ihop med muren i Ningxia.

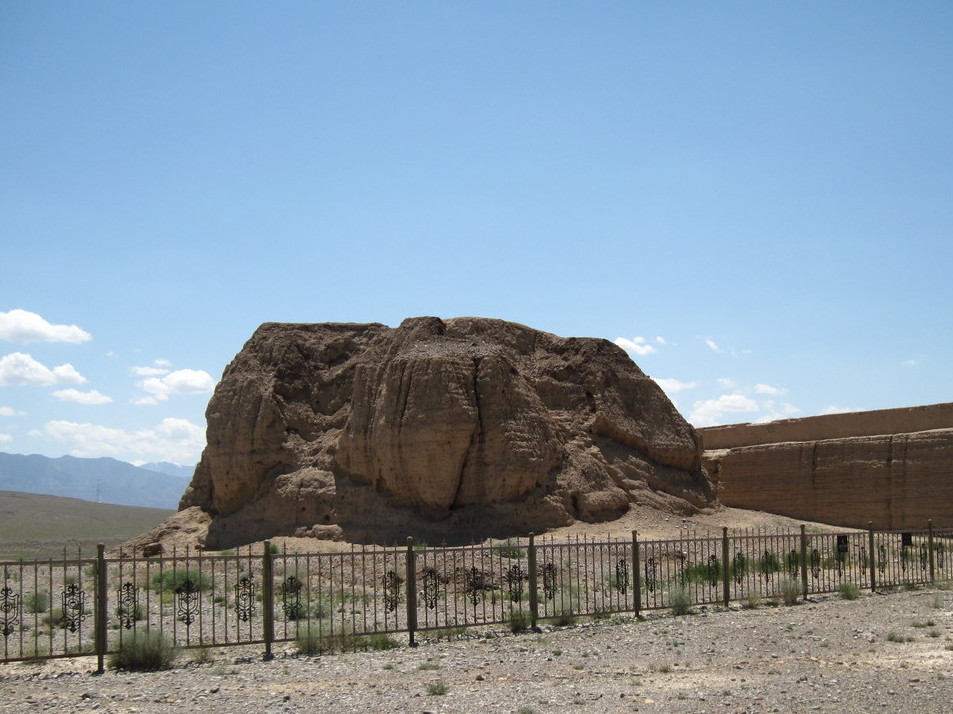
Den västligaste punkten av Mingdynastins mur vid Jiayupasset i Gansu.
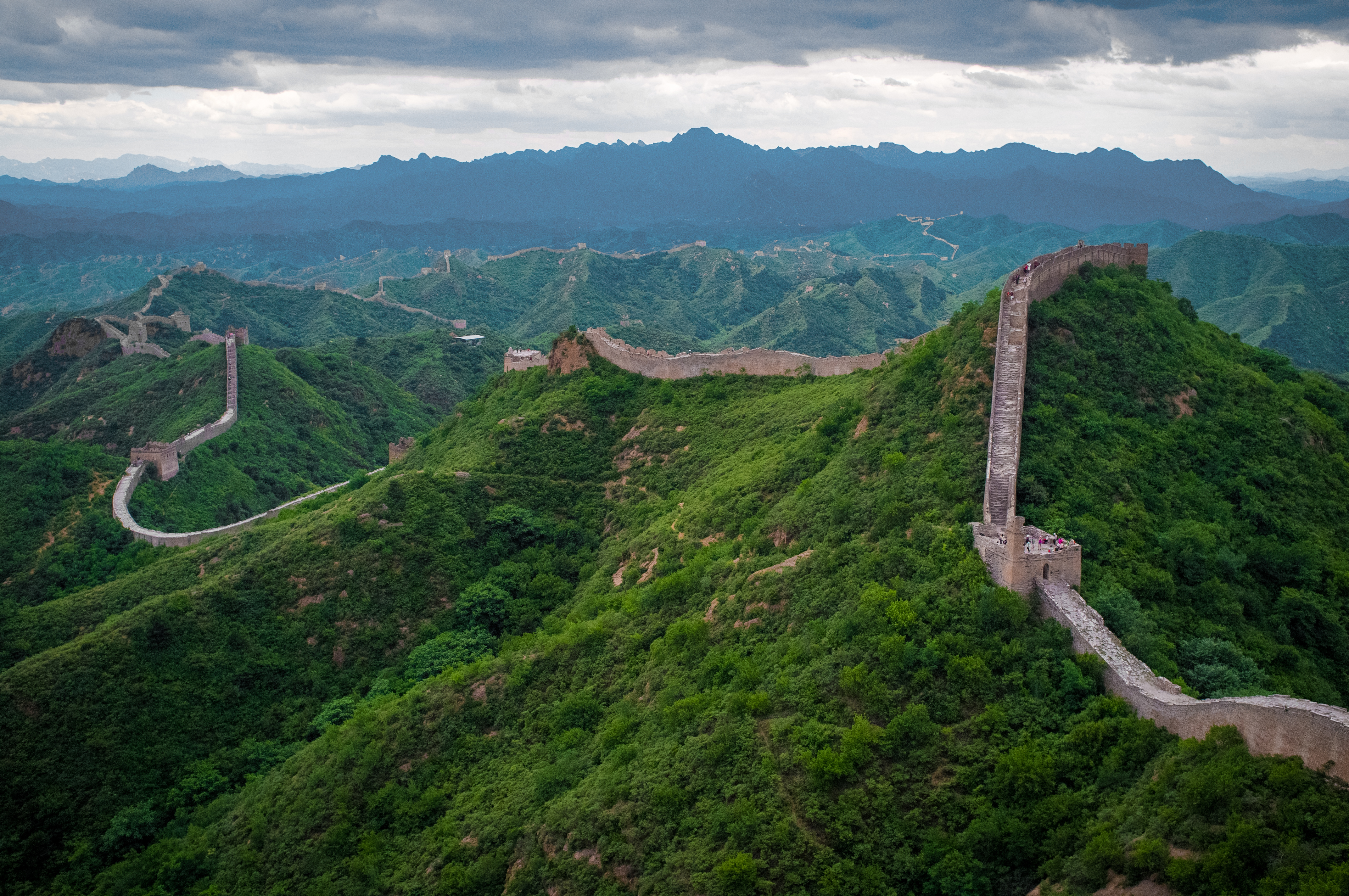
Kinesiska muren vid Jinshanling norr om Peking.
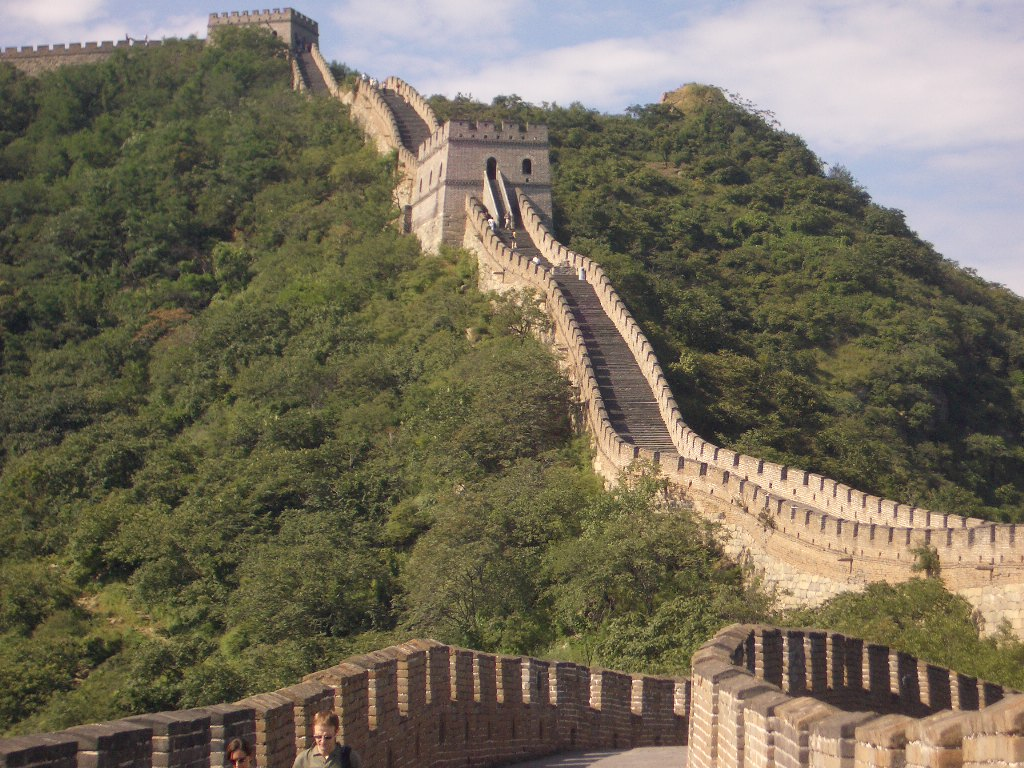
Kinesiska muren från Mingdynastin vid Mutianyu.
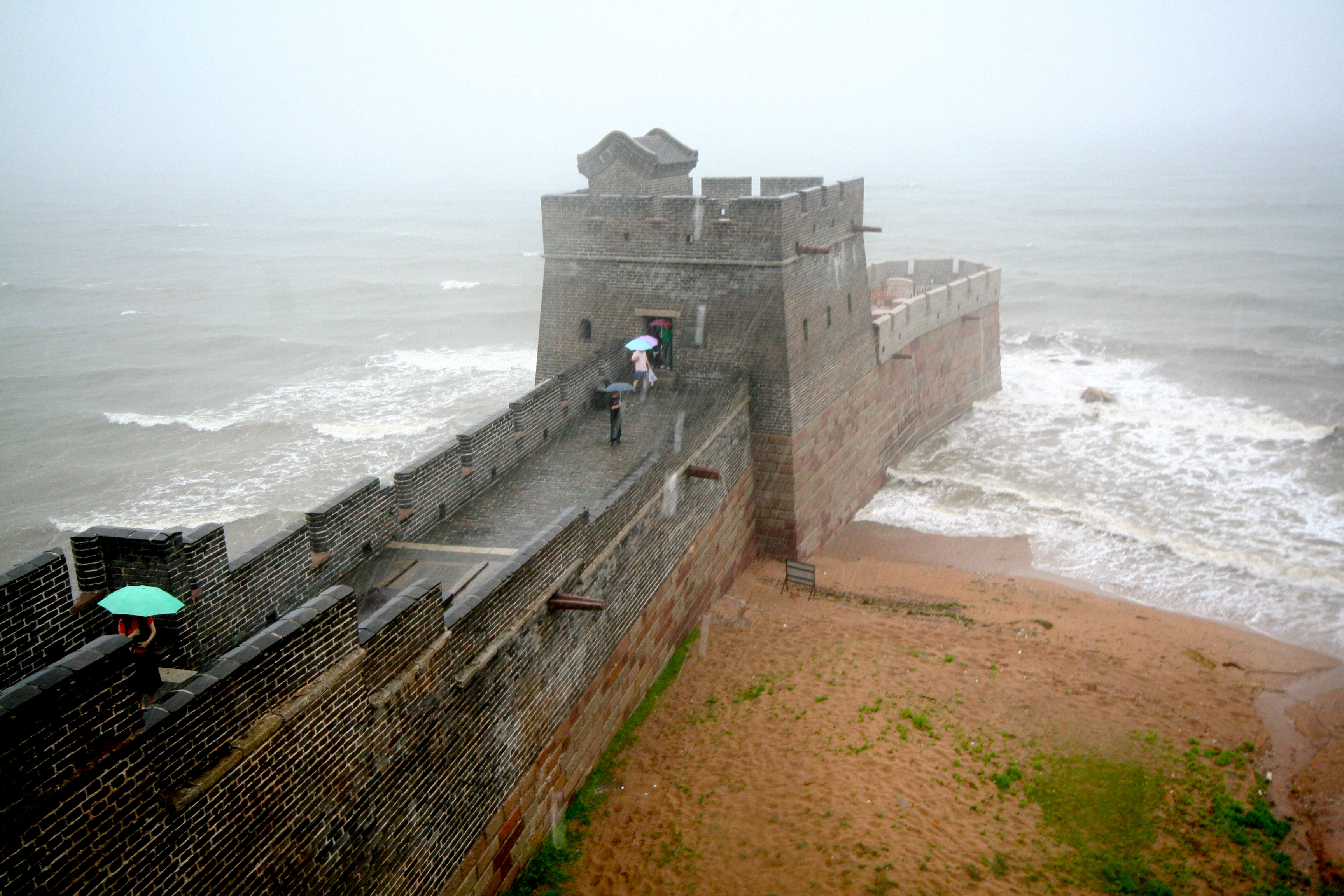
Mingdynastins mur vid Shanhaipasset i Hebei där den möter Bohaibukten.

Mingdynastin fortsatte hela tiden fram till dynastins fall 1644 att bygga ut muren kontinuerligt genom att fortsätta täppa till luckor, bygga extra vakttorn, bygga portar, befästningar, komplettera jordmurar med tegel och även bygga fler sekundära parallella murar. De västra delarna av muren i Gansu byggdes oftast först av packad jord som ibland senare kläddes med tegel eller sten. Muren väster om Peking kring Datong förstärktes på 1570-talet med tegel och sten.
Det var genom Shanhaipasset som Minggeneralen Wu Sangui på våren år 1644 öppnade portarna genom muren och släppte in den manchuriska armén som därefter störtade Mingdynastin i slaget om Shanhaiguan och etablerade Qingdynastin. Mingdynastin blev den sista dynastin som byggde vidare på den kinesiska muren. Även i relativt modern tid har muren spelat en roll i Kinas försvar. 1933 forcerade Japan kinesiska muren vid bland annat Gubeikou och Shanhaipasset under försvaret av kinesiska muren vilket var en del av upptrappningen till Andra kinesisk-japanska kriget.

#### Mingdynastins nio garnisoner
Försvaret av Mingdynastins mur var uppdelad i 9 olika garnisoner, som senare blev 11:
- Liaodonggarnisonen, vars ansvarsområde var den östligaste delen av kinesiska muren från koreanska gränsfloden Yalu till Shanhaipasset.
- Jizhougarnisonen, vars ansvarsområde var kinesiska muren från Shanhaipasset i öster till Juyongpasset norr om Peking.
- Changpinggarnisonen som ansvarade för skyddet av huvudstaden och de kejserliga gravarna. Sträckningen var den inre delen muren från Jiankou norr om Peking där muren delar sig och mot sydväst till Zijingguan utanför Yi härad.
- Zhenbaogarnisonens ansvarsområde var den delen av kinesiska muren som gick söder ut från Zijingguan förbi Daomaguan längs gränsen mellan Hebei och Shanxi förbi Guguan och möjligen så långt söder ut som till Wu'an.
- Xuanfugarnisonen ansvarade för området från Juyongguan norr om Peking till Huai'an nordost om Datong.
- Datonggarnisonen, vars ansvarsområde var från Tianzhen nordost om Datong till Qingshuihe vid Gula flodens nordöstra krök.
- Taiyuangarnisonens ansvar var från Hequ vid Gula floden öster ut förbi Yanmenguan mot Taihangbergen vid gränsen till Hebei till Zhenbao-muren.
- Yansuigarnisonen ansvarade för området mellan Fugu vid Gula floden och Yanchi i Ningxia nära gränsen mor Shaanxi.
- Ningxiagarnisonen, vars ansvarsområde var kinesiska murens sträckning från Yanchi till Zhongwei vid Gula floden.
- Guyuangarnisonen, med ett ansvarsområde från Jingbian till Gaolan i Gansu vid Gula floden.
- Gansugarnisonen ansvarade för den östligaste delen av gränsen från Lanzhou vid Gula floden väster ut till Jiayupasset.

## Konstruktion
De olika delarna av kinesiska muren som uppförts genom historien har alltid placerats i anslutning till rikets nordliga eller nordvästra gräns, men därmed inte sagt att murarna har varit exakta gränsmurar. Murarna har uppförts på militärtekniskt strategiska lägen för att försvara gränsen vilket inte sällan har varit innanför gränsen. I bland har parallella murar uppförts som innesluter stora landarealer.

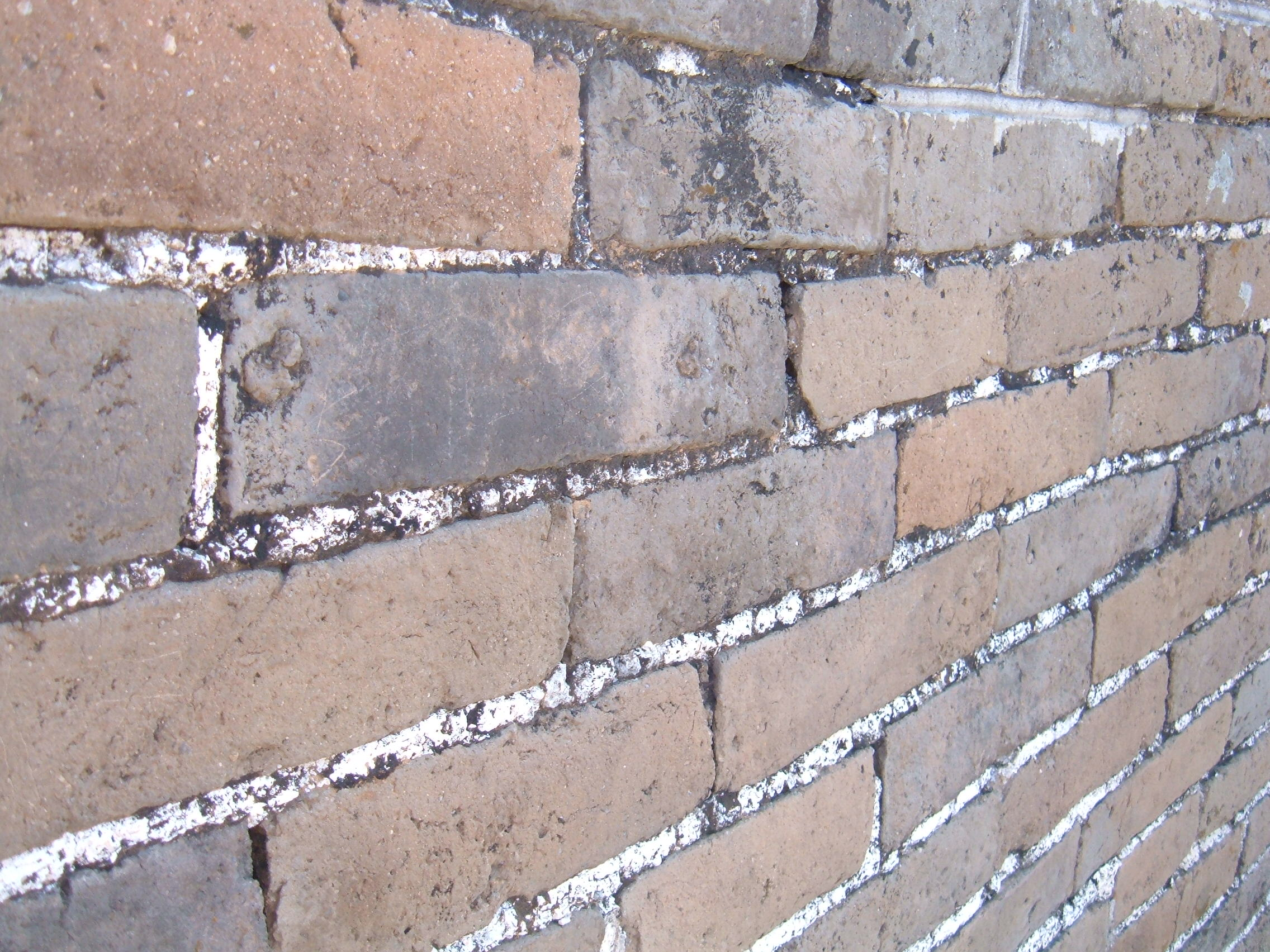
Den teglade muren från Mingdynastin vid Mutianyu.

Murens konstruktion varierar stort mellan olika tidsperioder och även mellan olika geografiska platser. Muren byggdes av det material som fanns tillgängligt i närområdet. De äldsta murarna under tiden för De stridande staterna byggdes vanligen av armerad packad jord eller av sten, och ibland en blandning. Även Qindynastins mur hade sannolikt en liknande konstruktion. Eftersom det inte hittats någon historisk dokumentation om stenbrytning eller stentransporter från denna tid är det troligt att Qindynastins mur till stor del bestod av hårt packad jord och annat material som fanns tillgängligt på platsen. Att murarna i norr historiskt har kallats "jorddrake" stöder denna teori. Även de rester av Qindynastins mur som finns i Inre Mongoliet och Ningxia besår av en blandning av jord och sten. Muren var inte heller kontinuerligt utan förband raviner och stup med murar till en sammanhängande försvarslinje. Den mur som Handynastin byggde i öknen i Gansu byggdes av hårt packad jord/sand armerad med vass och tamarisk med 12 till 15 cm tjocka lager.
Det var först på 1500-talet som muren fick sitt karakteristiska utseende med teglad fasad, skyttegluggar och borgliknande vakttorn. Denna mur består av en kärna av fyllnadsmassor med klädsel av teglat murverk. Muren fysiska dimensioner varierar stort längs dess sträckning, men typiska mått för de teglade murarna från Mingdynastin är en höjd på minst 6 meter och en bredd på 7 till 8 meter vid basen och avsmalnande till ca 5 meter vid toppen.
Tegelmurarna hade bröstvärn och torn fördelade med olika delning beroende på terrängen. Vanligen placerades tornen på 500 meter till 4 kilometers avstånd på synhåll för att kunna kommunicera med varandra med rök eller eldsignaler. Tornen hade olika funktion och kunde vara både bostäder och observationsplatser eller stridsplattformar. I anslutning till muren byggdes även fort och befästningar. För att tillverka tegel till byggnationen uppfördes ugnar ofta i närheten av byggnadsplatsen för muren, men man har hittat tegelstenar i murens västra del som är tillverkade upp till 80 km från byggnadsplatsen. Murbruket varierade men ofta gjort av klibbigt ris. Försvarslinjen i Liaodonggarnisonen från Mingdynastin längst till öster var lite annorlunda uppbyggd och bestod av till stora delar av sten och jord, men även av trä.
Vakttornen användes för att lagra vapen, husera trupper och sända röksignaler. Baracker och administrativa center fanns med längre mellanrum. Kommunikationen mellan de militära enheterna längs muren och möjligheten att kalla på förstärkningar samt varna garnisonerna för fiendens trupprörelser var mycket viktig, därför byggdes signaltorn på bergstoppar och andra högre platser där sikten var god. Enligt upphittade texter på bambustickor byggdes vårdkasetorn varannan kilometer, försvarstorn var fjärde kilometer, ett fort per mil och en borg var fjärde mil.

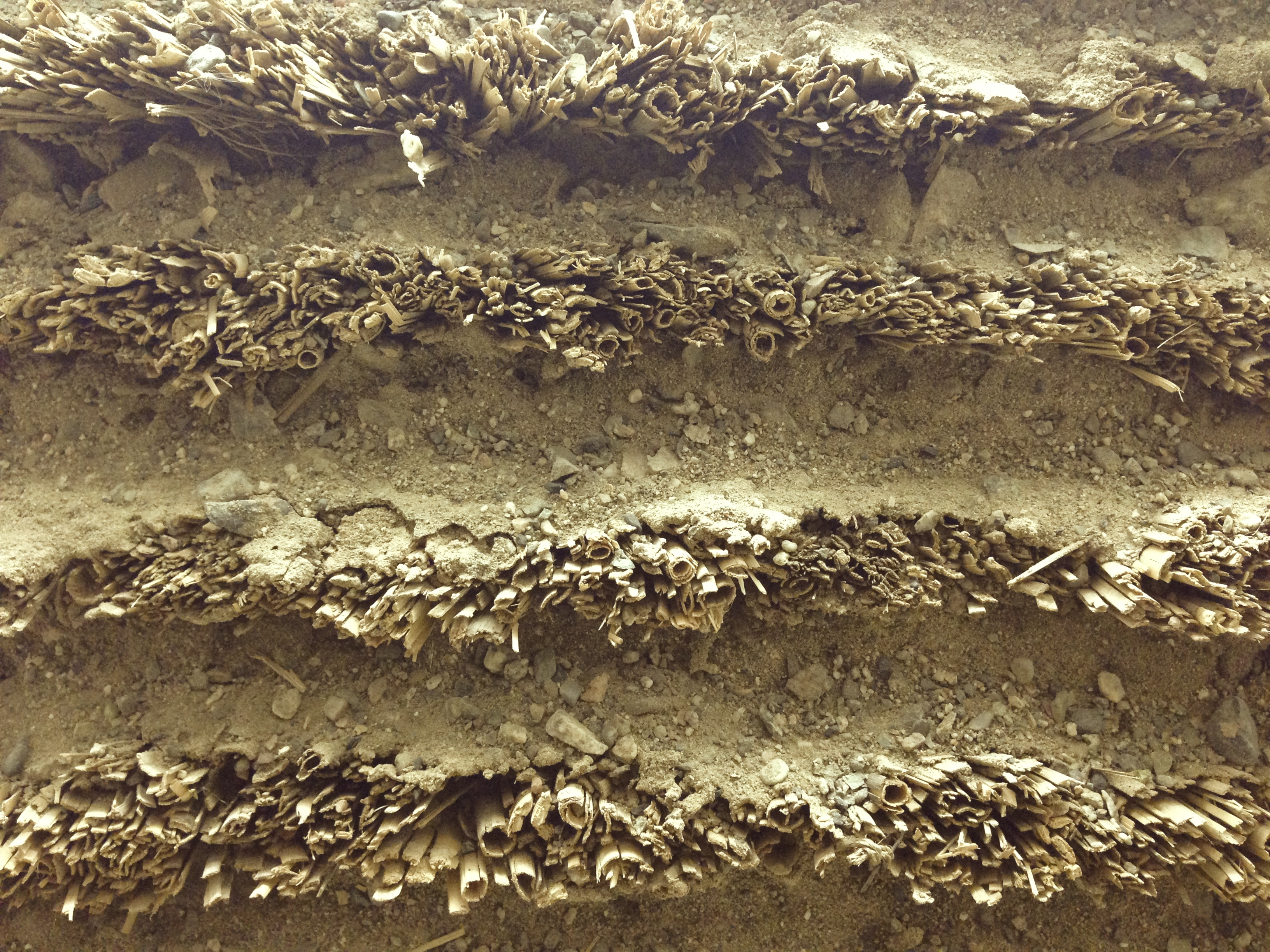
Närbild på strukturen av kinesiska muren från Handynastin i Gansuprovinsen. Muren är uppbyggd av packad jord armerad med vass och tamarisk.
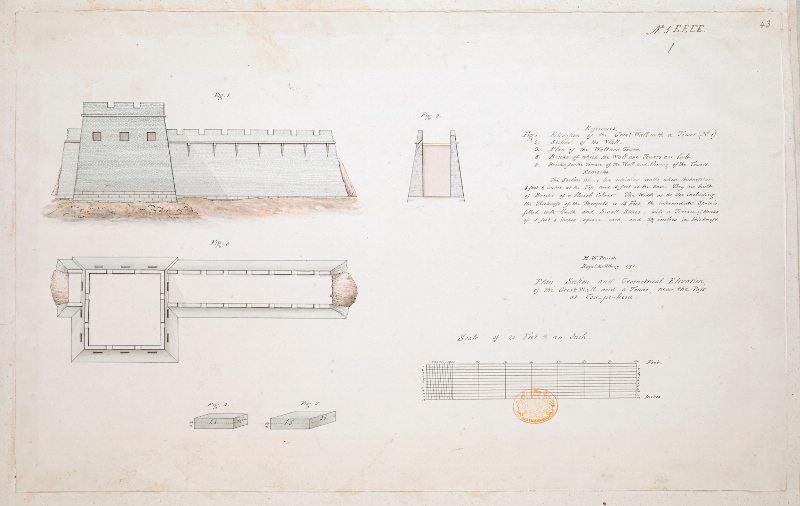
Skiss av kinesiska muren vid Gubeikou gjord av George Macartneys delegation i Kina 1793.
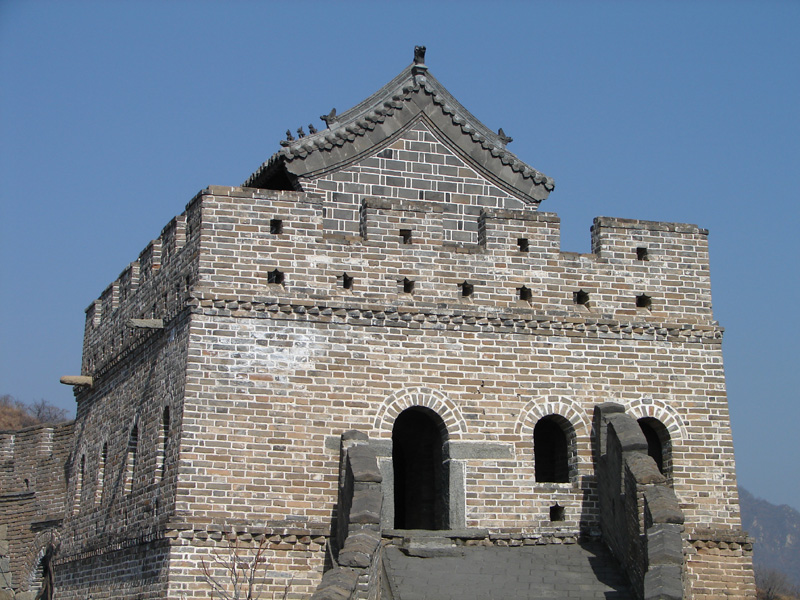
Ett vakttorn i Mingdynastins mur vid Mutianyu.
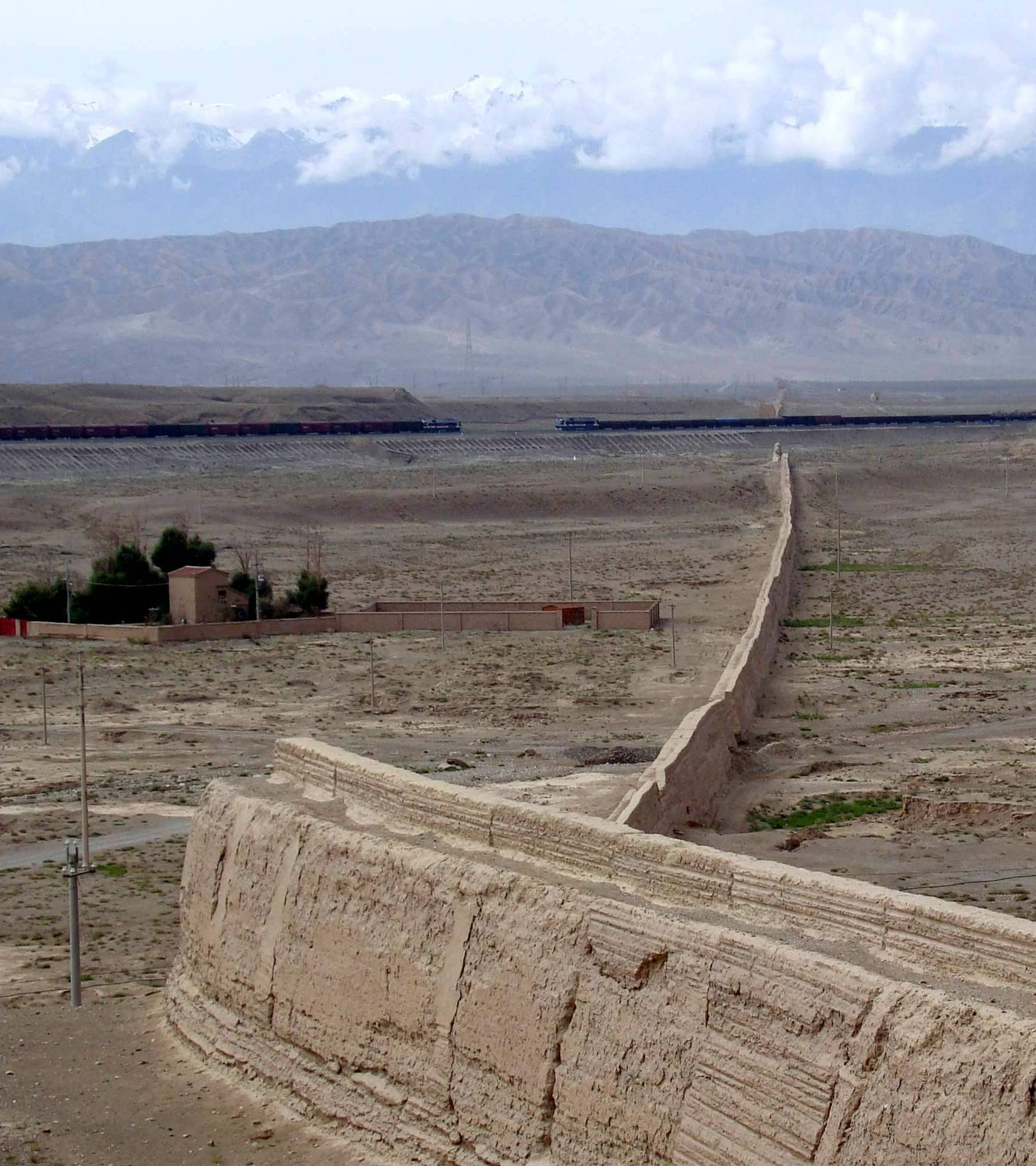
Mur från Mingdynastin av packad jord vid Jiayupasset.

## Längd
Det finns inget entydigt svar på längden på kinesiska muren eftersom definitionen inte är entydig. Mingdynastins mur, som i stort överensstämmer med de bäst bevarade delarna av muren idag, är (beroende på källa) 5 800 till 6 300 km lång. Lägger man därtill försvarsdiken och naturliga barriärer som ansluter till muren bildar den en 8 850 km försvarslinje.
Den kinesiskt officiella längden av kinesiska muren är 21 196 km och denna siffran gäller totala längden försvarsmurar som sammanlagt uppförts genom historien och inkluderar även sektioner som är mer eller mindre försvunna. Den kinesiska arkeologen Ai Jing har sammanställt den totala längden av samtliga dynastiers försvarsmurar till 21 148 km. I denna siffra ingår inga naturliga barriärer eller diken. Värt att notera är att han inte inräknar 3 500 km av de gränsdiken och vallar som Jindynastin uppfört eftersom han betraktar dem som jordbarriärer, och de räknas därmed inte som en mur.
Den äldsta kända längdangivelsen för kinesiska muren gjordes runt 100 f.Kr. av historikern Sima Qian som angav längden för Qindynastins mur till mer än 10 000 li. En "li" (里) var vid den här tiden 415.8 meter vilket betyder en längd på mer än 4 158 km. Arkeologernas uppskattning om längden på Qindynastins mur varierar mellan 5 000 km och 7 860 km.
| ”                                                            | Han använde naturliga bergsbarriärer för att skapa gränsövergångar där de behövdes. Hela muren sträckte sig mer än 10 000 li från Lintao till Liaodong | „ |
| – gällande Meng Tian för år 215-214 f.Kr av Sima Qian, Shiji | |   |

## Muren idag
Kinesiska muren är idag ett av världens mest besökta turistmål, och besöks årligen av ca 10 000 000 turister.
De sektioner som ligger närmast Peking är de absolut mest välbesökta och några av sektionerna såsom t.ex. Badaling, Mutianyu, Jinshanling, Juyongguan och Simatai är renoverade och exploaterade för att underlätta turismen. Det finns även orenoverade sektioner i Pekings närområde som är åtkomliga för turism såsom Gubeikou, Huanghuacheng och Jiankou. Muren kan även besökas i flera andra provinser såsom t.ex. Shanhaipasset, Daomaguan och Zijingguan i Hebei, Guguan och Yanmenguan i Shanxi, och Jiayupasset och Yumenguan i Gansu. Turismen och lokalbefolkningen sliter dock på kinesiska muren, och därför infördes nya lagar 2006 som t.ex. förbjuder att ta bort stenar och tegel från muren, köra fordon på muren, hålla ravefester och att uppföra bebyggelse i direkt anslutning till muren.
Av de delar av den kinesiska muren som finns kvar i dag så är sektionerna från Mingdynastin de totaldominerande, men det finns fortfarande en del kvarlevor från flera av de äldre murarna också. Av muren från Mingdynastin är det i dag ca 82% kvar, varav bara 8% är i ursprungligt skick.. Övriga delar av Mingmuren är definitivt inte i samma goda skick som sektionerna kring Peking. I Gansu finns det långa sektioner av Mingdynastins mur som är byggd av packad jord. Se: 38°42′43″N 101°11′43″Ö / 38.71194°N 101.19528°Ö
Av murarna som byggdes både före och under Qindynastin finns det fortfarande fullt synliga ruiner kvar på vissa håll även om de största delarna är borta. I allt väsentligt så finns det inga kontinuerliga och kompletta murar kvar från denna tid. Rester av muren från riket Zhou och från Qindynastin finns att besöka norr om Baotou i Inre Mongoliet. Se: 40°43′2″N 110°8′46″Ö / 40.71722°N 110.14611°Ö och söder om Mellersta Urat. Se: 41°21′27″N 108°27′56″Ö / 41.35750°N 108.46556°Ö
Stora delar av Handynastins mur är mer eller mindre helt borta, men i västra Gansuprovinsen utanför Dunhuang vid Yumenguan finns en hel del lämningar kvar som inkluderar 150 km mur och 70 torn och 3 stadsbarriärer. Se: 40°21′22″N 93°48′50″Ö / 40.35611°N 93.81389°Ö
I Shanxiprovinsen finns jord och stensträckningar kvar av muren från Norra Qidynastin som är mer än 3 meter breda och ca 3,5 meter höga. Delar av en Suidynastins mur finns kvar i Inre Mongoliet. Det är en massiv jordvall ca 2,5 meter hög som även innehåller försvarstorn men den är hårt eroderad efter 1 500 år av ökensand. Betydande delar av Jindynastins murar och vallar är fortfarande synliga, men bara som en förhöjning i landskapet, men på vissa ställen upp mot två meter hög. Se: 44°38′5″N 119°29′50″Ö / 44.63472°N 119.49722°Ö
År 1987 blev kinesiska muren listad av Unesco som kulturellt världsarv, där Badaling utanför Peking, Shanhaipasset i Hebei och Jiayupasset i Gansu specificerades speciellt. Kinesiska muren blev även 2007 vald som ett av världens sju nya underverk efter en internationell omröstning.

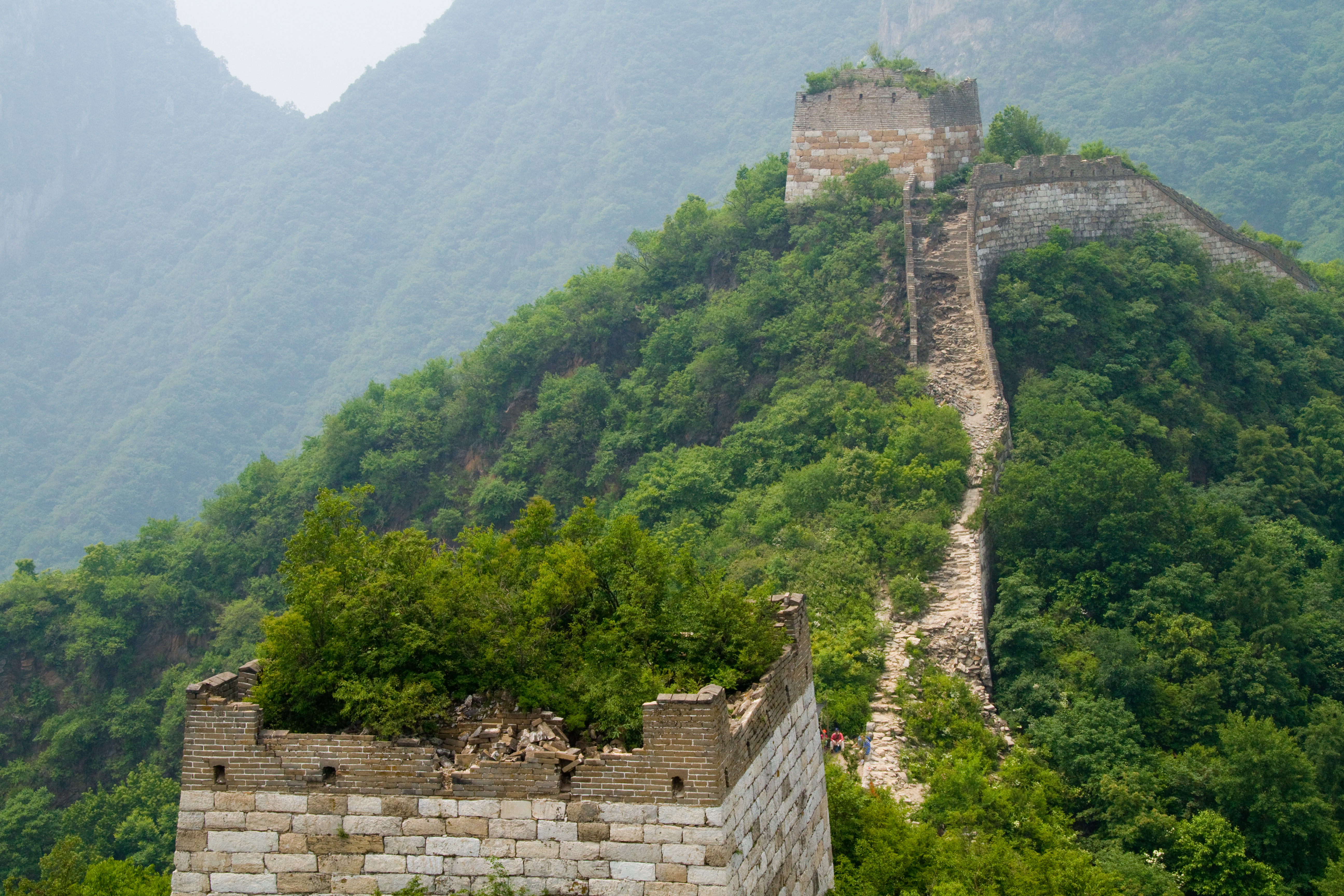
Kinesiska muren från Mingdynastin vid Jiankou.
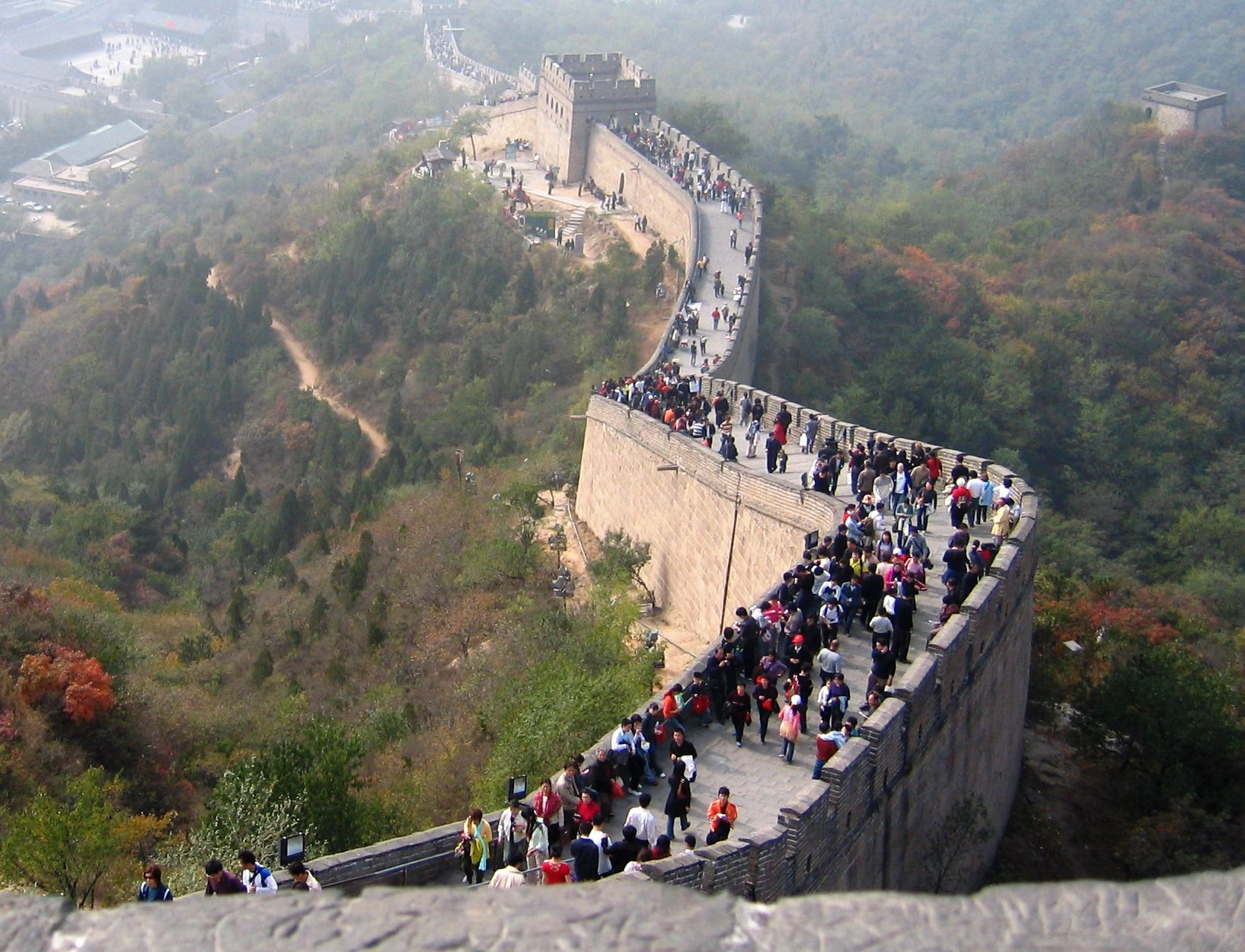
Turister på muren vid Badaling.
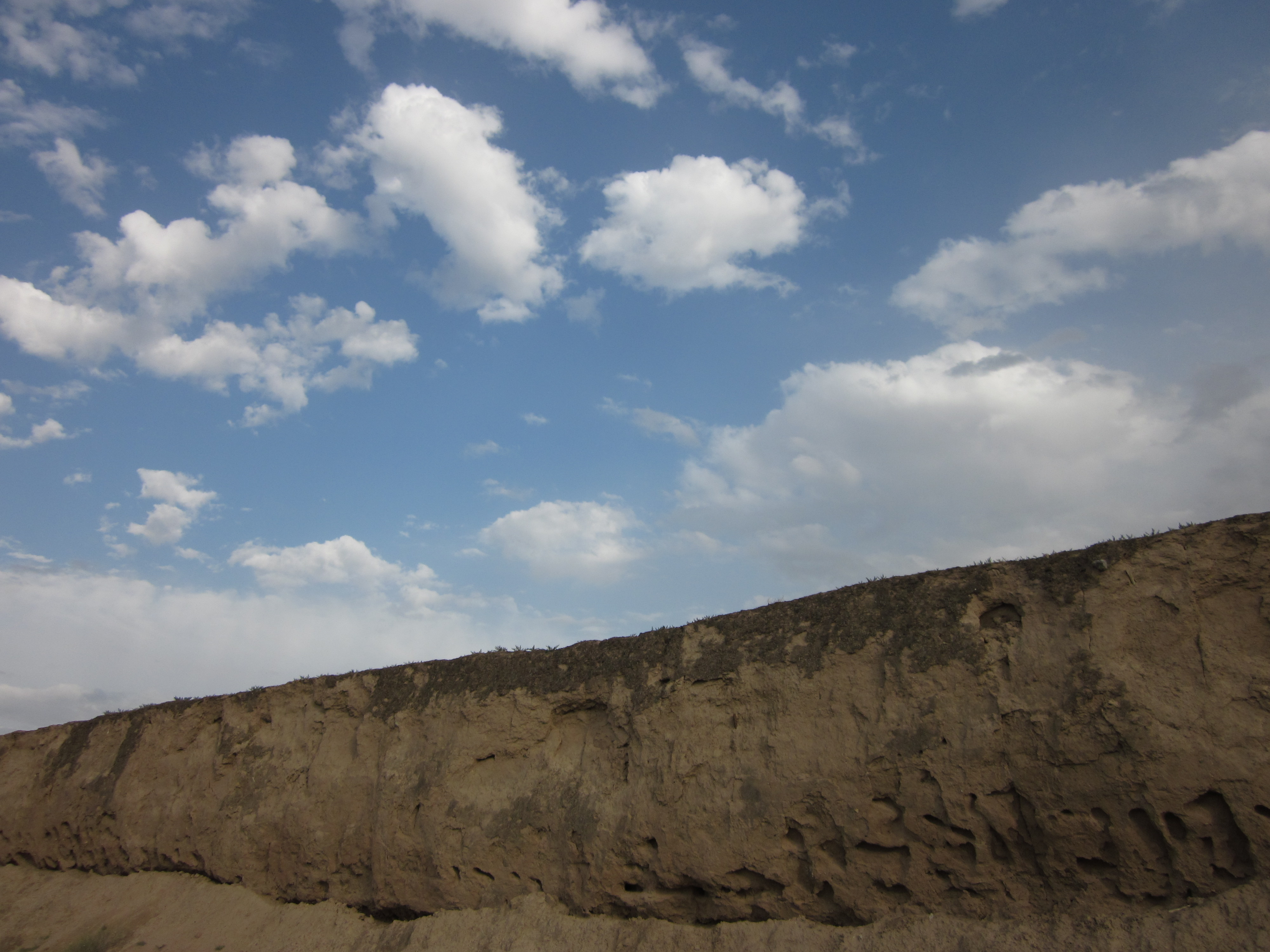
Kinesiska muren av packad jord vid Shandan i Gansu.
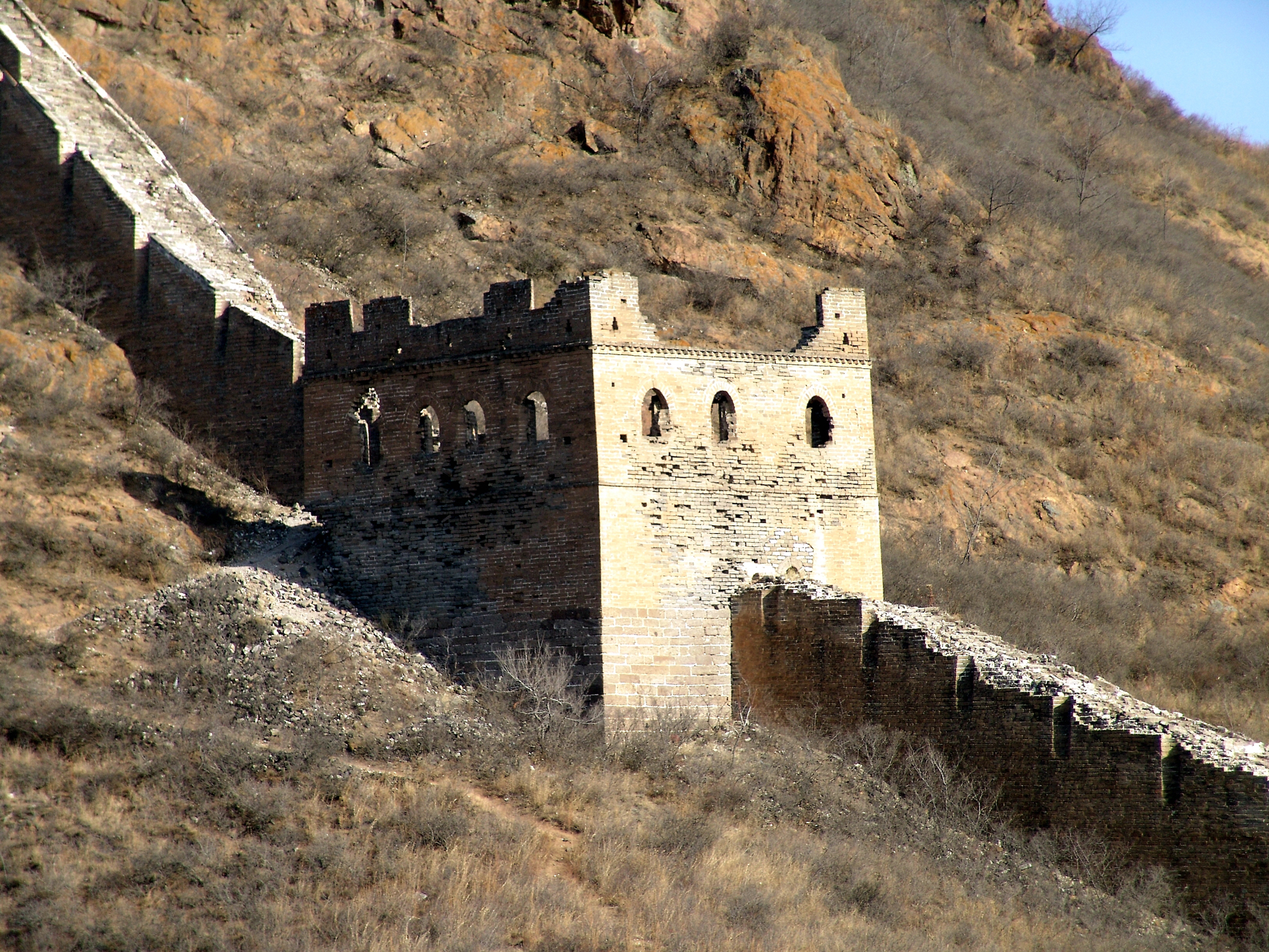
Vakttorn vid Simatai.

## Synlighet från rymden

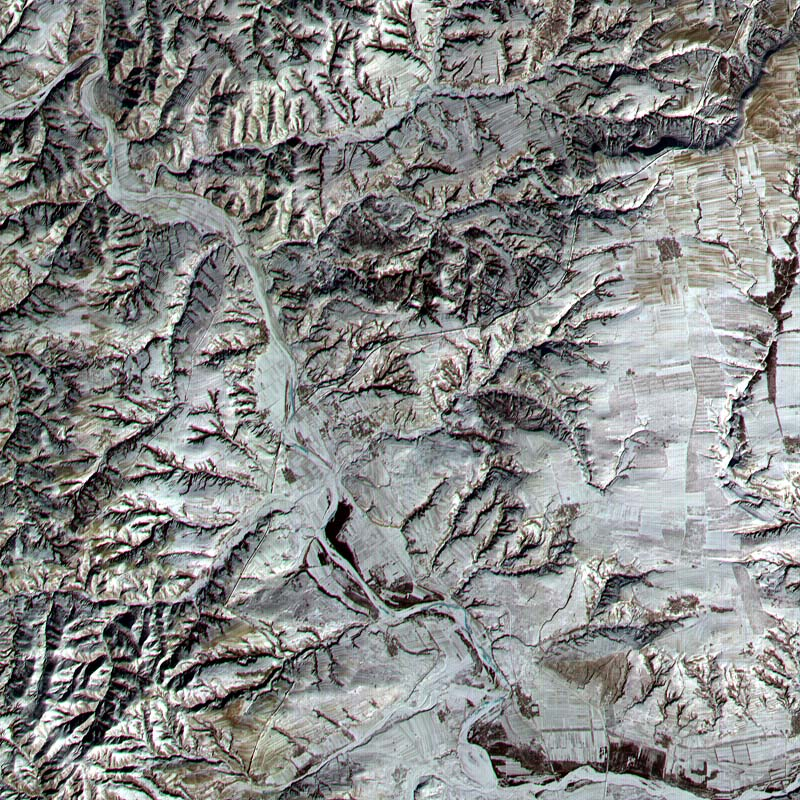
Kinesiska muren i norra Shanxi fotad av Nasa från låg omloppsbana kring jorden. På grund av solens låga läge syns muren som en svart linje från nedre vänstra delen av bilden upp mot höger.

### Från månen
Att kinesiska muren ska kunna ses från månen är en myt som cirkulerat sedan åtminstone 1754, då den engelska antikvarien William Stukeley konstaterade i ett brev att "[Hadrianus mur] med sin längd på 130 km endast överträffas av den kinesiska muren, som utgör en avsevärd figur på jordklotets yta, och må urskiljas från månen". År 1895 skrev Henry Norman att den kinesiska muren "besitter ryktet av att vara det enda människotillverkade verk på jordens yta som är synligt från månen". Denna myt har även upprepats i en upplaga av National Geographic år 1923, och fick år 1932 stöd av den amerikanska författaren och skämttecknaren Robert Ripley.
Att se muren från månen kan geometriskt jämställas med att se ett hårstrå på flera kilometers avstånd, vilket skulle kräva en synupplösning flera hundra gånger högre än var det mänskliga ögat har. Myten lever delvis fortfarande idag, inte minst för att den frekvent upprepas i guideböcker och populärhistoria.

### Från en omloppsbana runt jorden
Med hjälpmedel är det möjligt att se kinesiska muren från låg omloppsbana runt jorden. Astronauten William Pogue lyckades se kinesiska muren med hjälp av en kikare från Skylab 4 efter mycket träning. Det går att se muren på fotografier tagna från rymden i en låg omloppsbana, men det krävs särskilt bra väderförhållanden och i övrigt goda förutsättningar med lågt stående sol när muren har en extra bred skugga. En försvårande omständighet är att materialet som muren är byggd av har en färg som liknar dess omgivning. Muren har blivit fotograferad från både Internationella rymdstationen och från rymdfärjan Endeavour. Den endast några meter breda muren är på intet sätt det tydligaste människotillverkade objektet på jorden; städer, vägar, broar och flygplatser (som i regel har en större bredd) syns avsevärt tydligare. Notera även att avståndet från jorden till månen är ungefär tusen gånger längre än från jorden till den Internationella rymdstationen och andra farkoster varifrån muren har fotograferats.

## Benämning

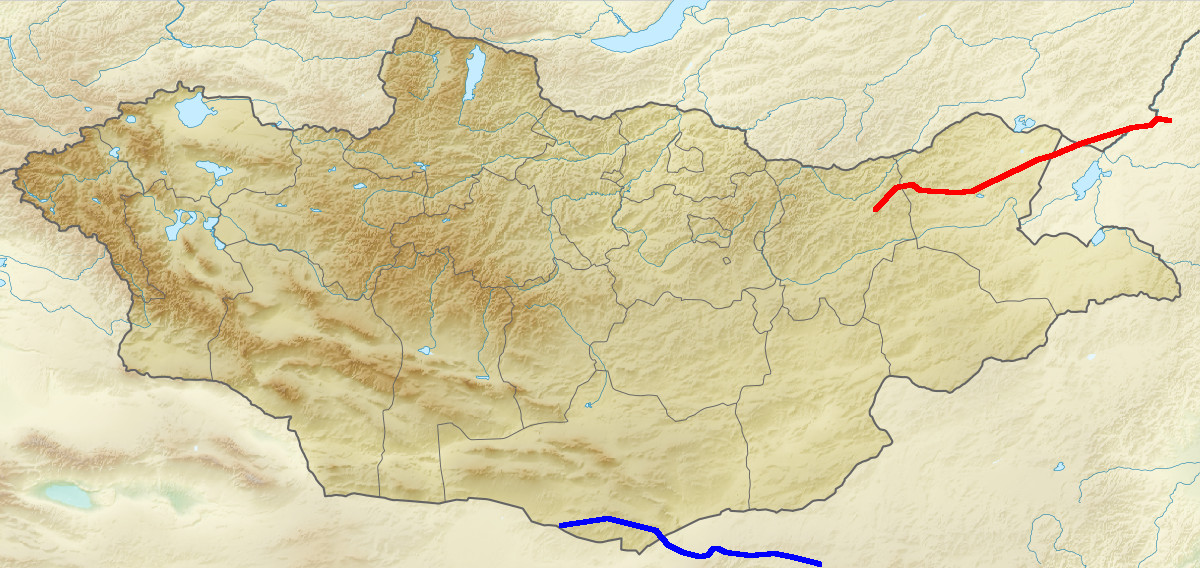
Röd linje markerar Djingis khans mur vid mongoliska stäppen.
Blå linje markerar Djingis khans mur vid södra Gobiöknen.

Dagens kinesiska namn på kinesiska muren, 长城; Chángchéng, betyder bokstavligt översatt "lång mur" men har ofta översatts som "stor mur" (engelska: "the Great Wall"). Denna benämning har förekommit sedan tiden för murens uppkomst, men dock använts mycket sparsamt före 1900-talet. Historiskt genom dynastierna har kinesiska muren oftast inte haft något specifikt namn. I stället har den refererats till med termer som fästningsvall (垣; yuán), gränstrakt (塞; sài), barriär (障; zhàng), gränsmur (边墙; biānqiáng). Handynastins mur har även folkligt ibland kallats jorddrake (土龙; tǔlóng) syftande på dess byggnadsmaterial. I bland kallas också kinesiska muren för "Den 10 000 li långa muren" (万里长城; Wànlǐ Chángchéng) vilket kommer av att historikern Sima Qian kring år 100 f.kr. beskrev att Qindynastins mur var just så lång (drygt 4 000 km). I dokument från Mingdynastin namnges muren som sidomur, gränsmur eller fästningar.

### Djingis khans mur
Sektioner av kinesiska muren som finns innanför gränserna till dagens Mongoliet kallas ibland för Djingis khans mur. Det gäller huvudsakligen den nordligaste sektionen av Jindynastins försvarsvallar i mongoliska stäppen och den mellersta delen av Handynastins mur i södra Gobiöknen. Det finns flera anledningar till att dessa sektioner fått namn efter Djingis khan. En anledning är att visa beundran och vördnad för Djingis khan, men det finns också teorier baserat på krönikan Mongolernas hemliga historia att muren i södra Gobiöknen skulle uppförts av Djingis khans son Ögödei för att hindra vilda djur att lämna Mongoliet.

## Galleri

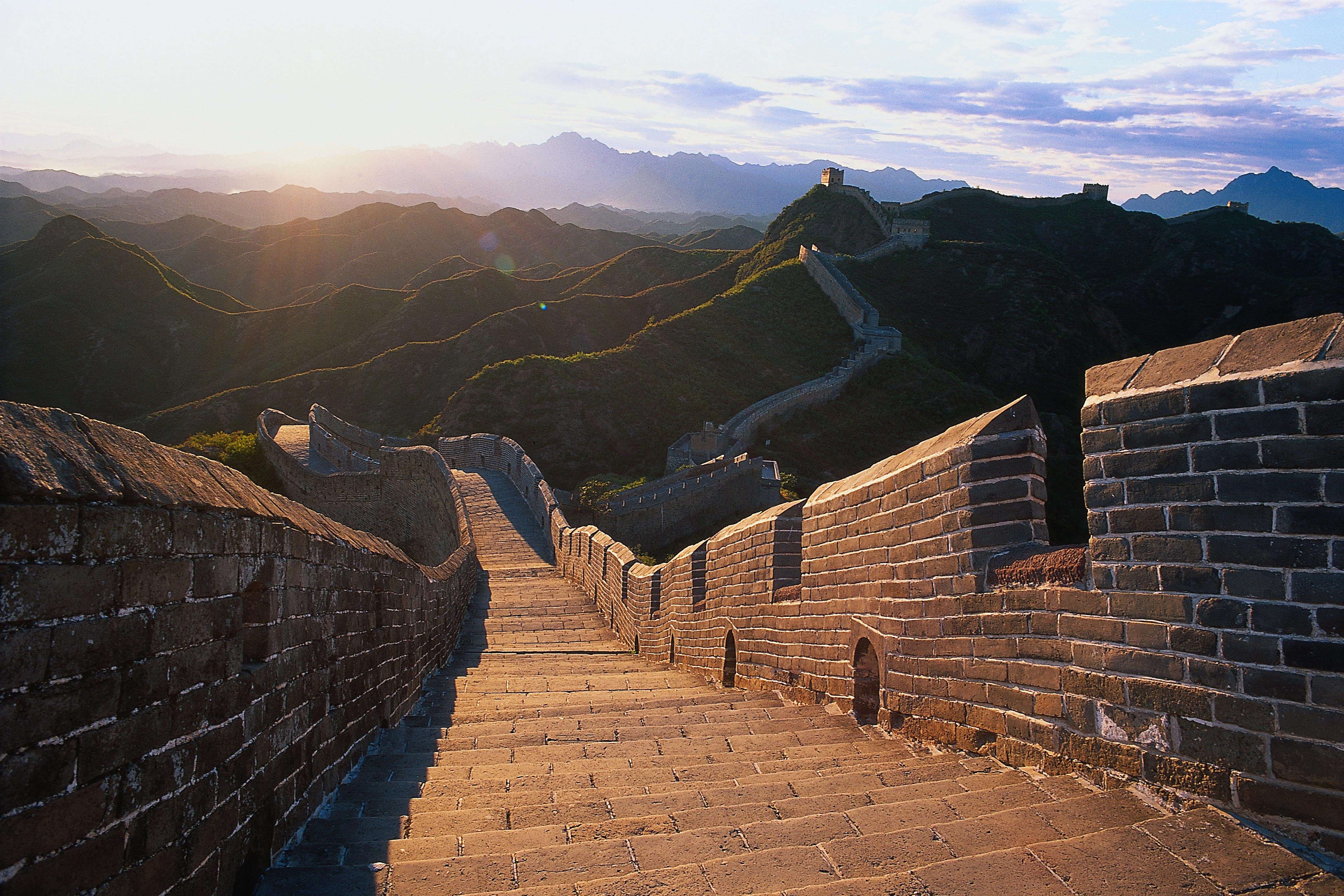
Jinshanling
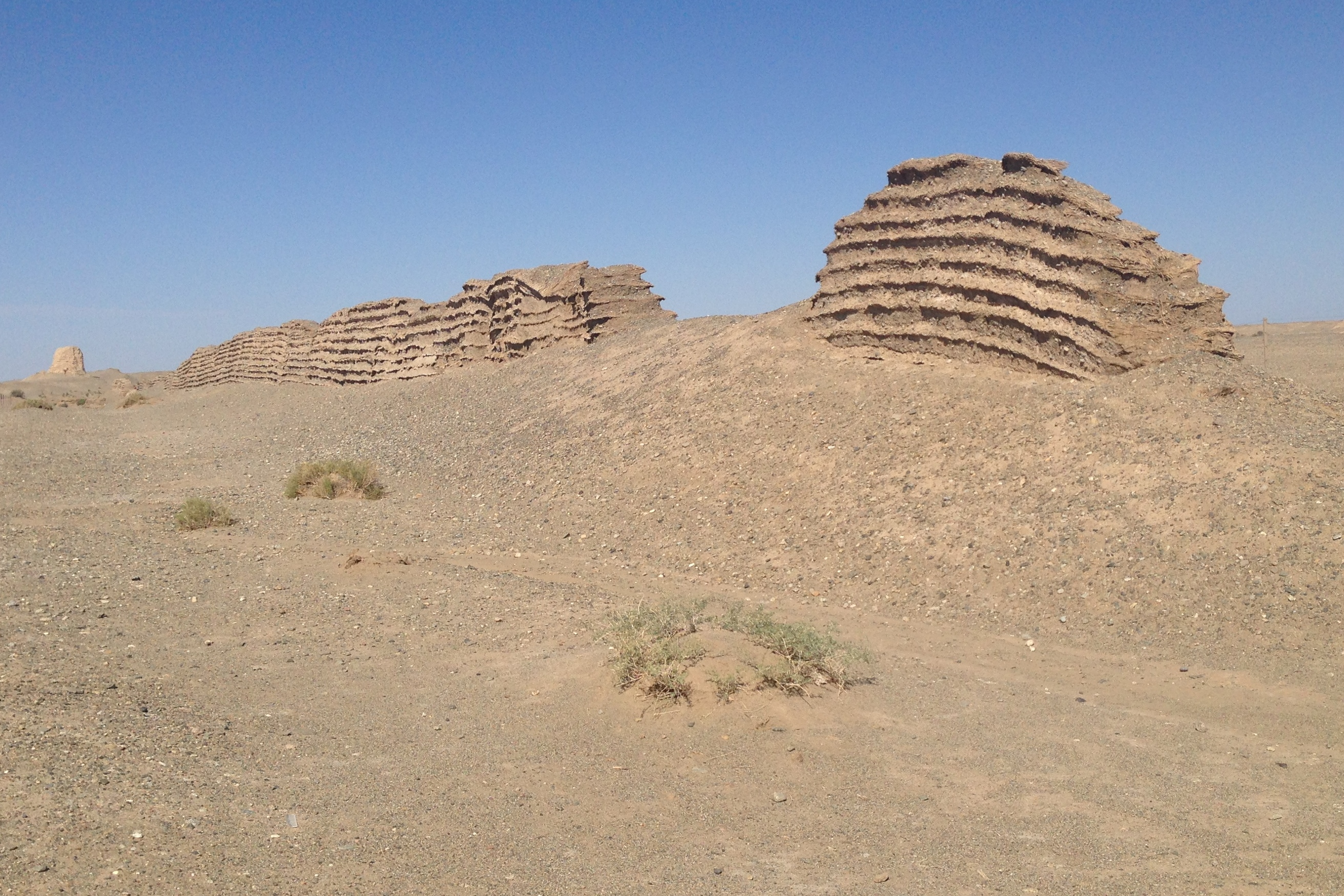
Yumenguan
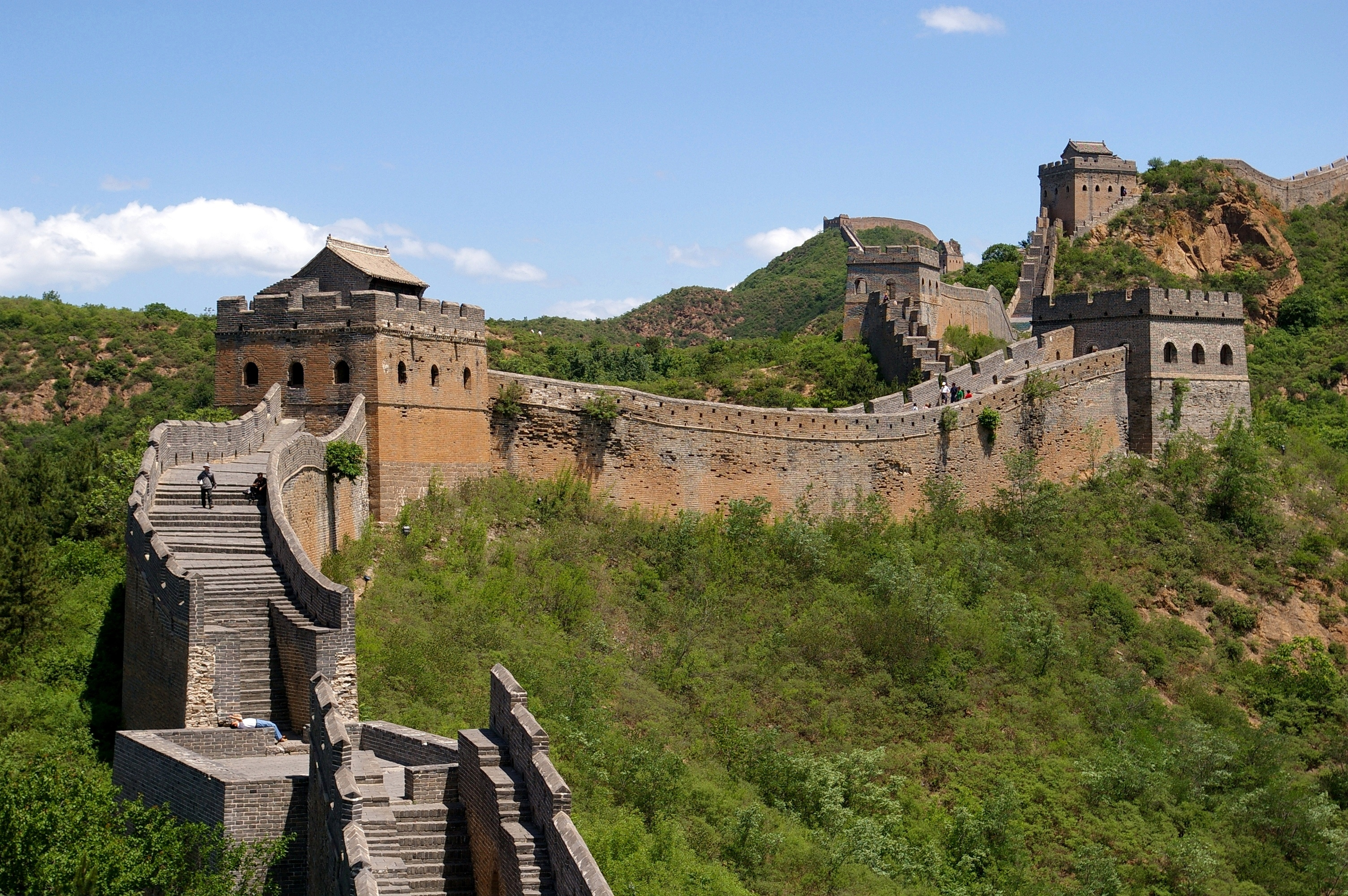
Jinshanling
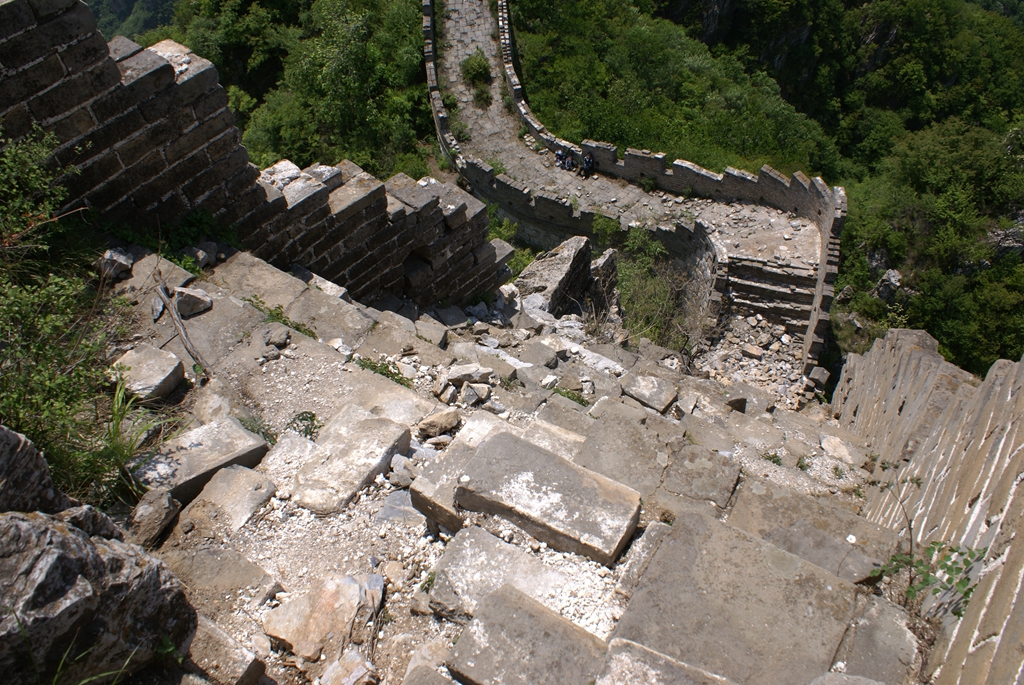
Jiankou

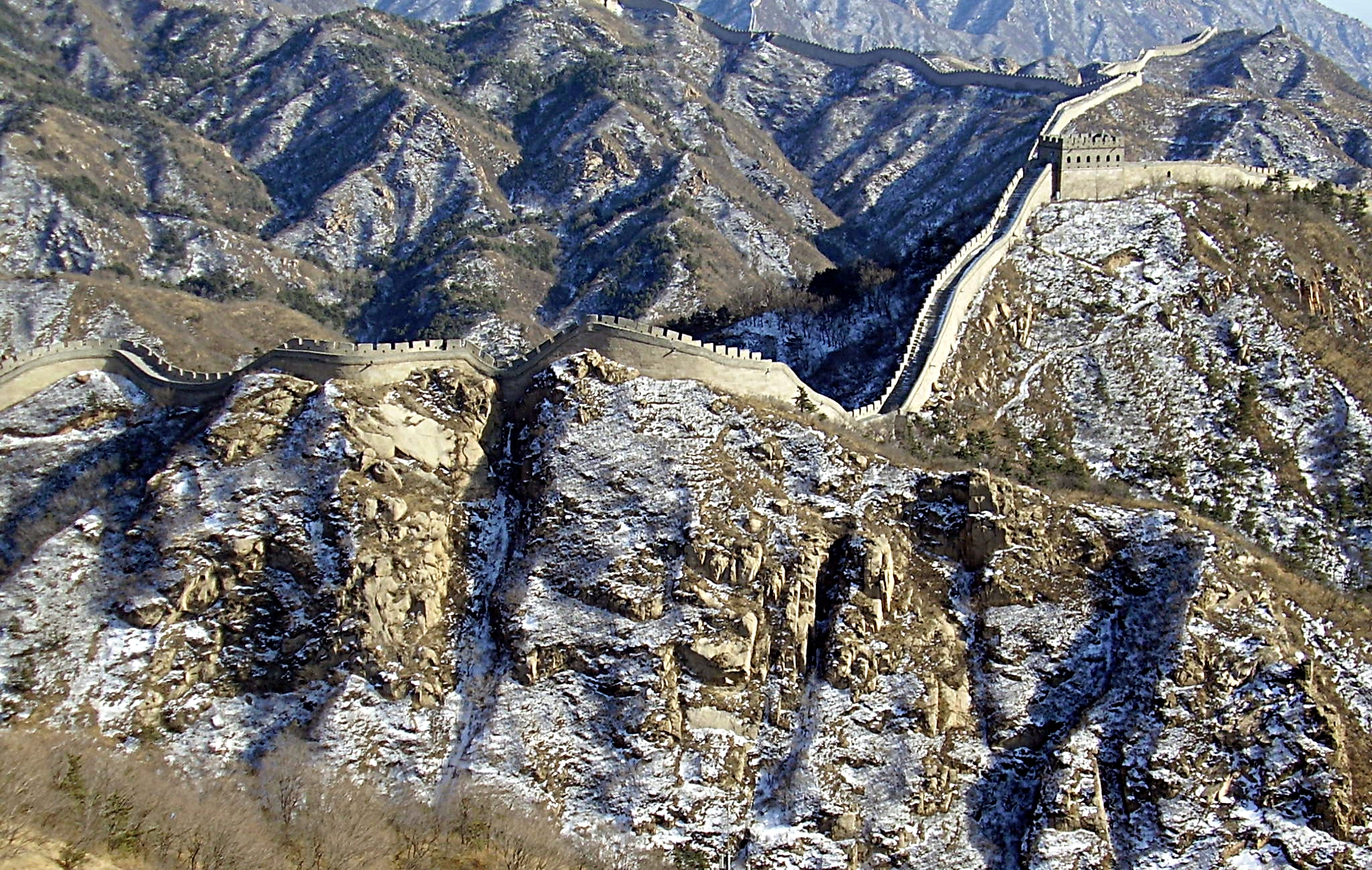
Badaling
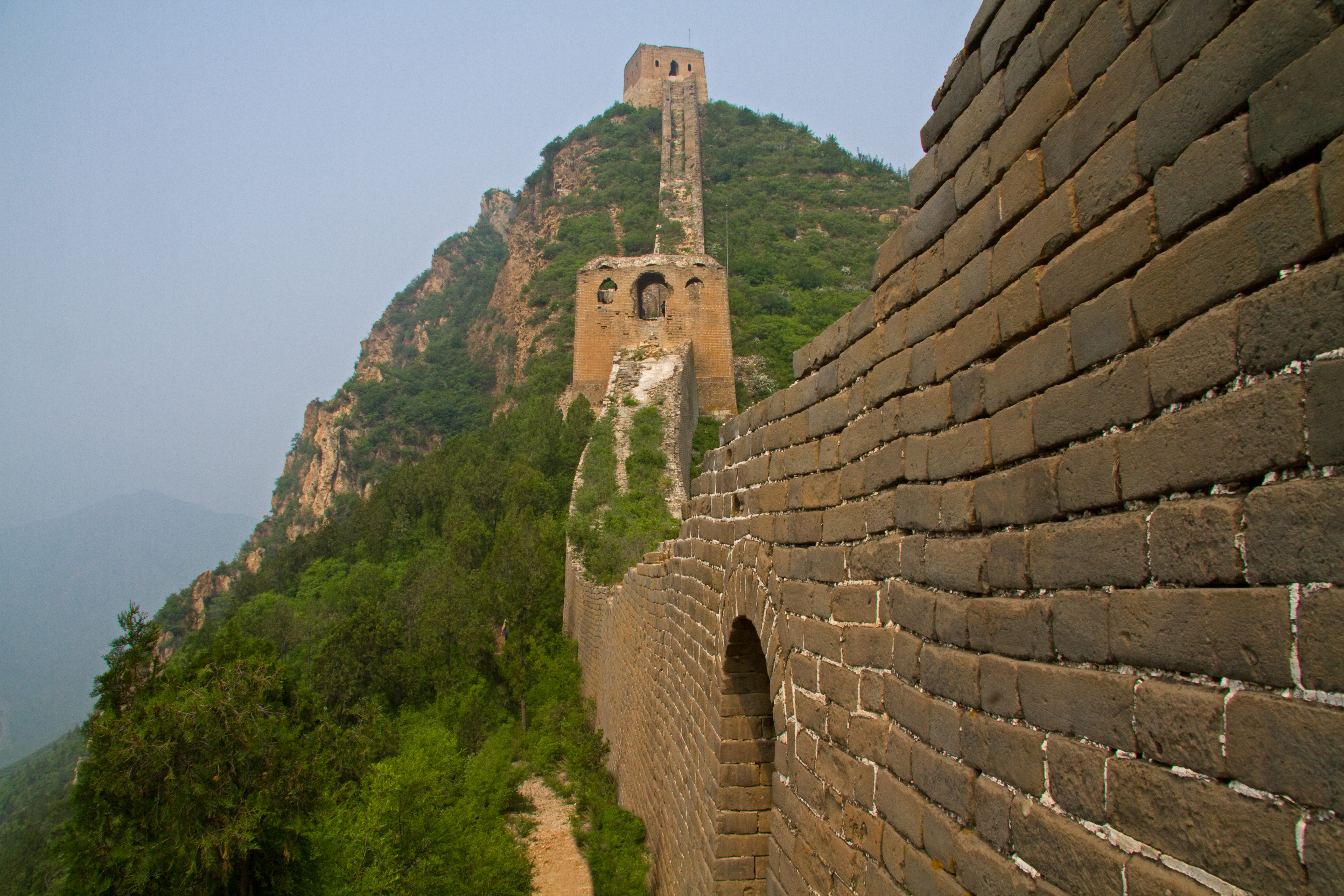
Gubeikou
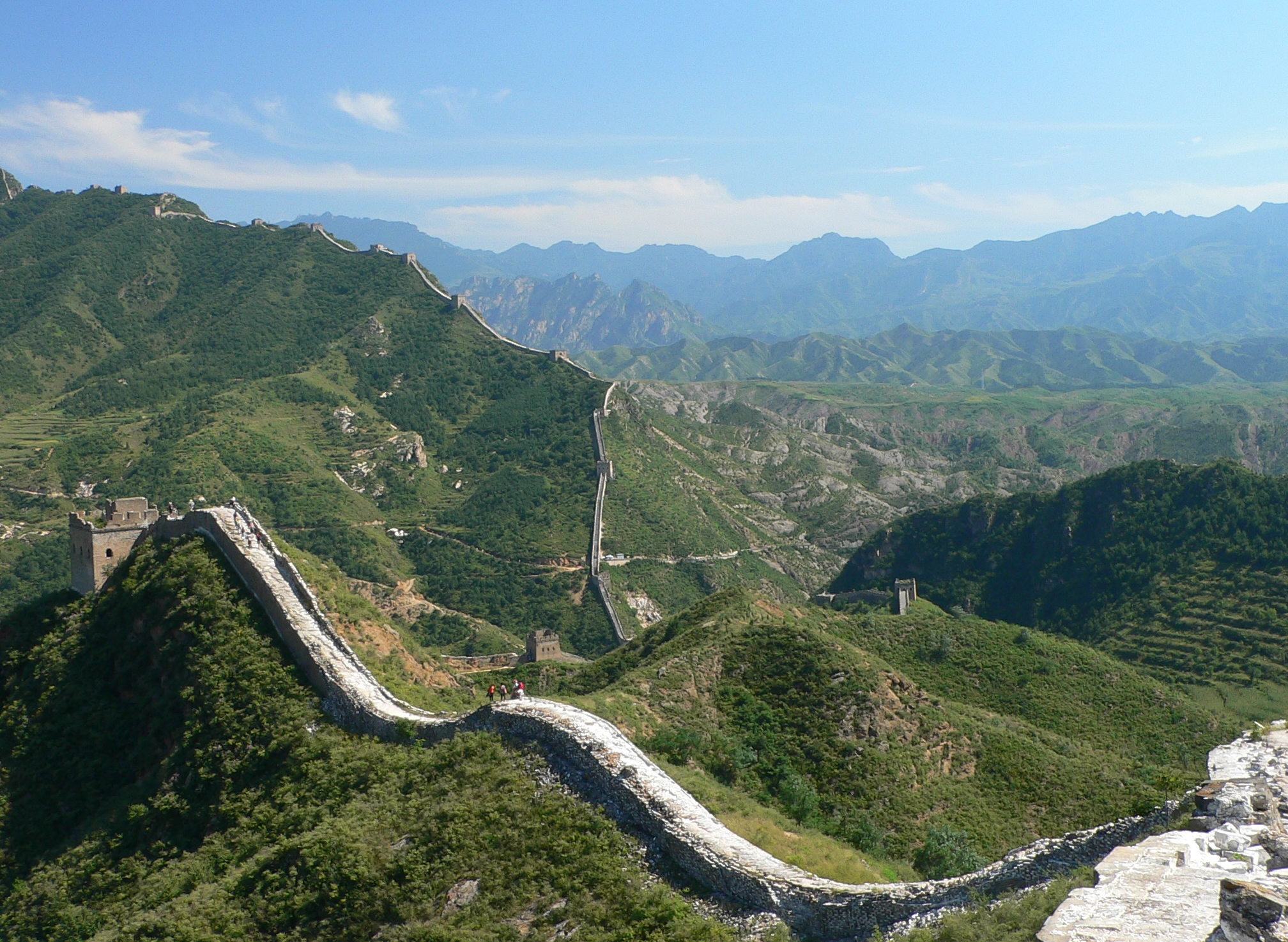
Simatai
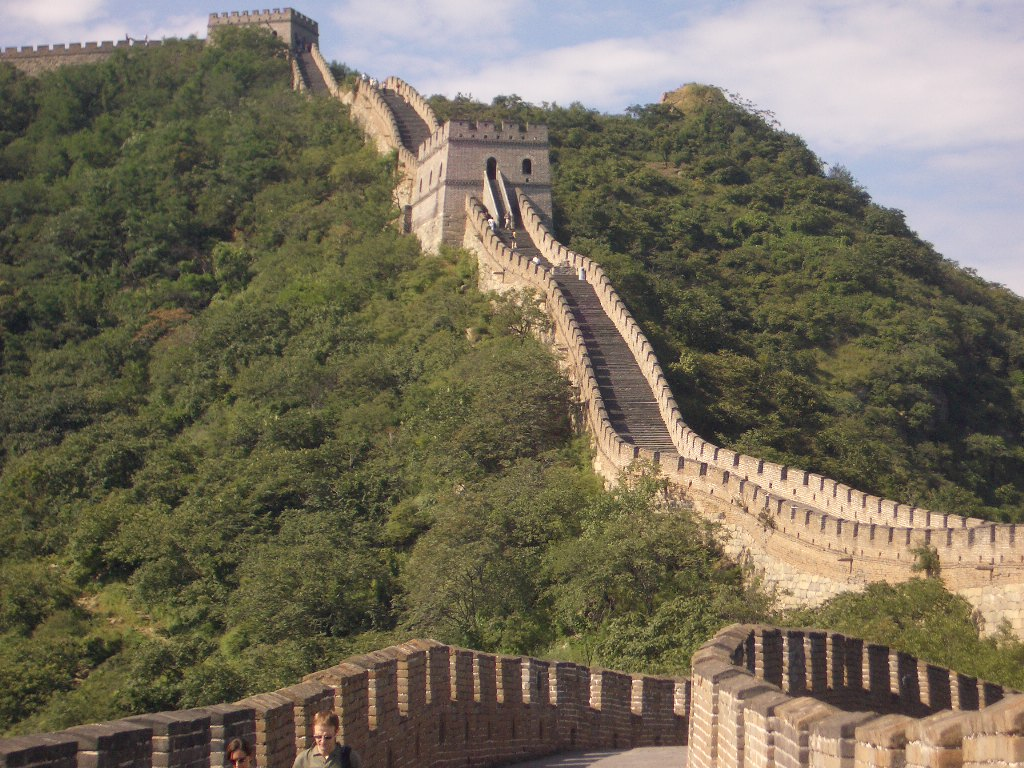
Mutianyu